# Boletaceae
Famille
Les Boletaceae (Bolétacées) sont une large famille de champignons basidiomycètes de l'ordre des Boletales, sous-ordre des Boletineae. Ils présentent généralement une silhouette boletoïde : soit un chapeau en forme de coussin portant des tubes sur la partie inférieure, et un pied épais et souvent ventru. C'est une famille importante qui est, depuis 2008, constituée de 36 genres et regroupe près de 800 espèces.
Seuls quelques genres contiennent des espèces nommées « bolet » en français. Des études moléculaires ont permis de revoir la classification et de préciser les relations phylogénétiques entre genres.

## Caractéristiques générales

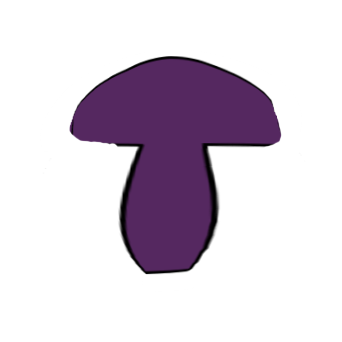
Boletoïde

Les spécimens au stade juvénile ressemblent à de petits bouchons de champagne. Adultes, ils prennent une forme dite boletoïdes : Ils présentent un chapeau qui ressemble à un coussin (pulviné) et un pied bulbeux. Le chapeau porte des tubes. La surface du chapeau est souvent recouverte d'un fin duvet (tomenteuse). Elle est généralement brune et peut devenir légèrement visqueuse avec l’humidité (viscidule). La chair est généralement blanche ou jaune, et peut parfois virer au bleu (cyanescente) lorsqu'on les blesse, qu'on les coupe ou les meurtrit. Ce bleuissement est dû à un chromogène (l'acide variégatique (en) appelé jadis bolétol, ou l'acide xérocomique (en), dérivés de l'acide pulvinique) qui, au contact de l'air, s'oxyde et se transforme en boletoquinone, de couleur bleue.
Le pied est enflé mais reste cylindrique chez les petits bolets. Ils peuvent présenter un réseau de nervures croisées comme les mailles d'un filet (réticulées) ou être couverts de petites saillies noires (scabreux).

## Exception, évolution et origine
Si les anciennes classifications se basaient surtout sur la morphologie, soit principalement un chapeau convexe portant des tubes, la phylogénétique a intégré de nouveaux genres dans la famille. Ces nouveaux genres n'ont pas de pied, se présentent comme une boule en forme d'estomac (gastéroïde) ou ont la forme de paxille. Ils portent des lames ou des pores, présentent des alvéoles dans le chapeau ou sur le pied ou encore de nombreuses couleurs jusque-là non représentées dans les espèces européennes (rose, jaune citron, mauve, etc.). Ceci démontrant une évolution dans la même famille de la recherche d'une évolution plus raffinée dans l'efficacité de sa reproduction. Enfin, les hypothèses proposées suggèrent que l'ancêtre des Boletaceae était un champignon saprophyte, présentait une morphologie soit resupinée, soit polyporoïde quoique les sporophores clavarioides et les coralloïdes sont absents dans ce groupe, et que cet ancêtre commun était un champignon lignivore, spécifiquement des cônifères.

## Liste des genres
En 2008, le dictionnaire des champignons distingue 36 genres dans la famille des Boletaceae. Cependant, tout ce qui n'était pas encore morphologiquement et phylogénétiquement défini se trouvait dans le genre Boletus. En 2020, de nombreuses requalifications ayant eu lieu, 103 genres sont reconnus ; certains étant toujours monospécifiques.
- Afroboletus
- Afrocastellanoa
- Alessioporus
- Aureoboletus
- Austroboletus
- Baorangia
- Binderoboletus
- Boletellus
- Boletinellus
- Boletochaete
- Boletus
- Borofutus
- Bothia
- Buchwaldoboletus
- Butyriboletus
- Cacaoporus
- Caloboletus
- Carolinigaster
- Castellanea
- Chalciporus
- Chamonixia
- Chiua
- Costatisporus
- Crocinoboletus
- Cyanoboletus
- Durianella
- Erythrophylloporus
- Fistulinella
- Gastroboletus
- Gastroleccinum
- Guyanaporus
- Gymnogaster
- Harrya
- Heimioporus
- Heliogaster
- Hemileccinum
- Hortiboletus
- Hourangia
- Hymenoboletus
- Imleria
- Imperator
- Indoporus
- Ionosporus
- Ixechinus
- Jimtrappea
- Kombocles
- Krombholziella
- Lanmaoa
- Leccinellum
- Leccinum
- Longistriata
- Mackintoshia
- Mucilopilus
- Mycoamaranthus
- Neoboletus
- Nigroboletus
- Octaviania
- Parvixerocomus
- Paxillogaster
- Phylloporus
- Phylloboletellus
- Phyllobolites
- Phylloporopsis
- Phylloporus
- Porphyrellus
- Pseudoaustroboletus
- Pseudoboletus
- Pulchroboletus
- Pulveroboletus
- Pseudoboletus
- Pulveroboletus
- Retiboletus
- Rheubarbariboletus
- Rhodactina
- Rhodobolites
- Rossbeevera
- Royoungia
- Rubinoboletus
- Rubroboletus
- Rugiboletus
- Setogyroporus
- Singerocomus
- Singeromyces
- Sinoboletus
- Solioccasus
- Spongiforma
- Spongispora
- Strobilomyces
- Suillellus
- Suillus
- Sutorius
- Tubosaeta
- Tengioboletus
- Tubosaeta
- Turmalinea
- Tylocinum
- Tylopilus
- Veloporphyrellus
- Wakefieldia
- Xanthoconium
- Xerocomus
- Xerocomellus
- Zangia

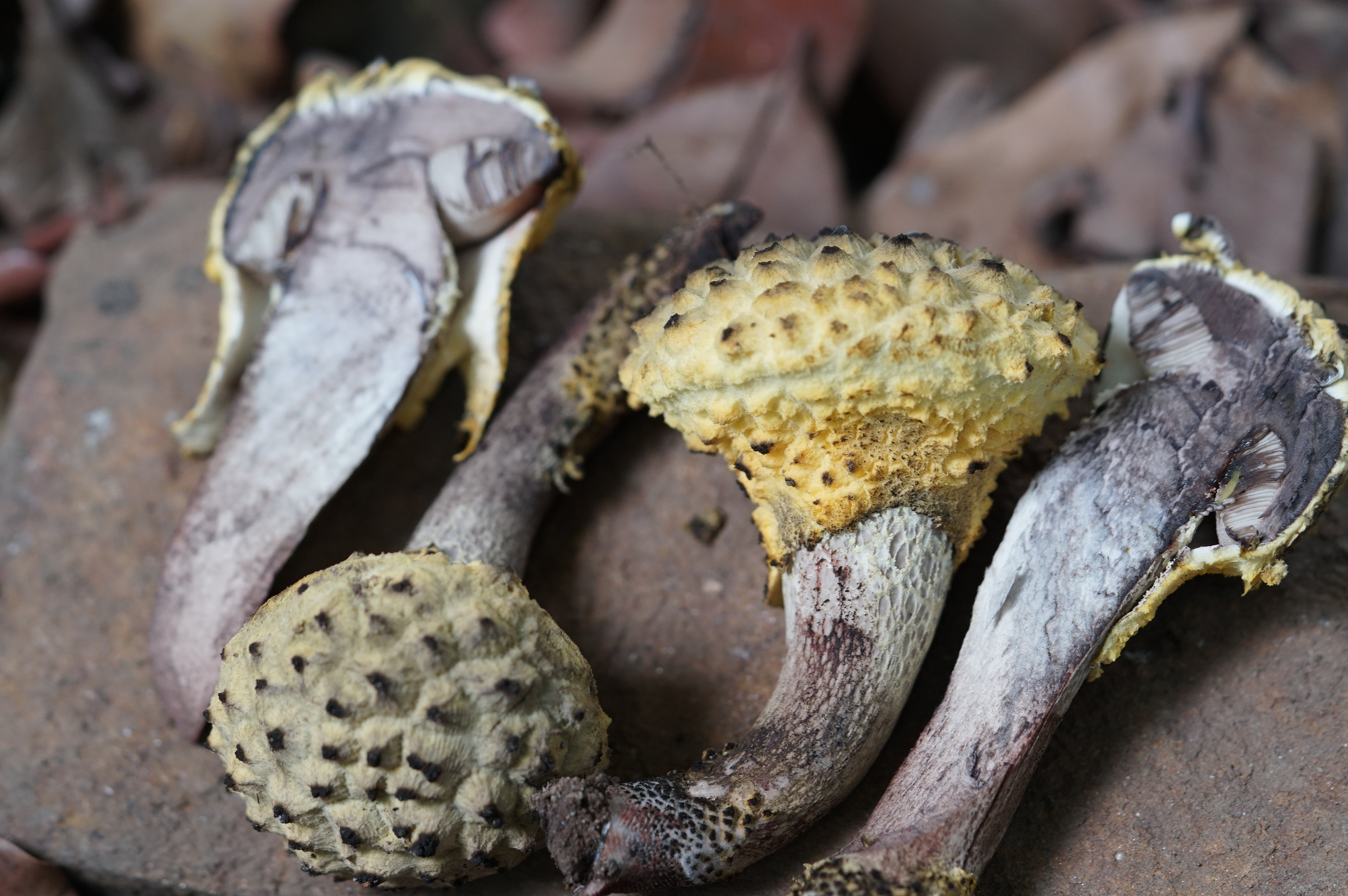
Afroboletus luteolus
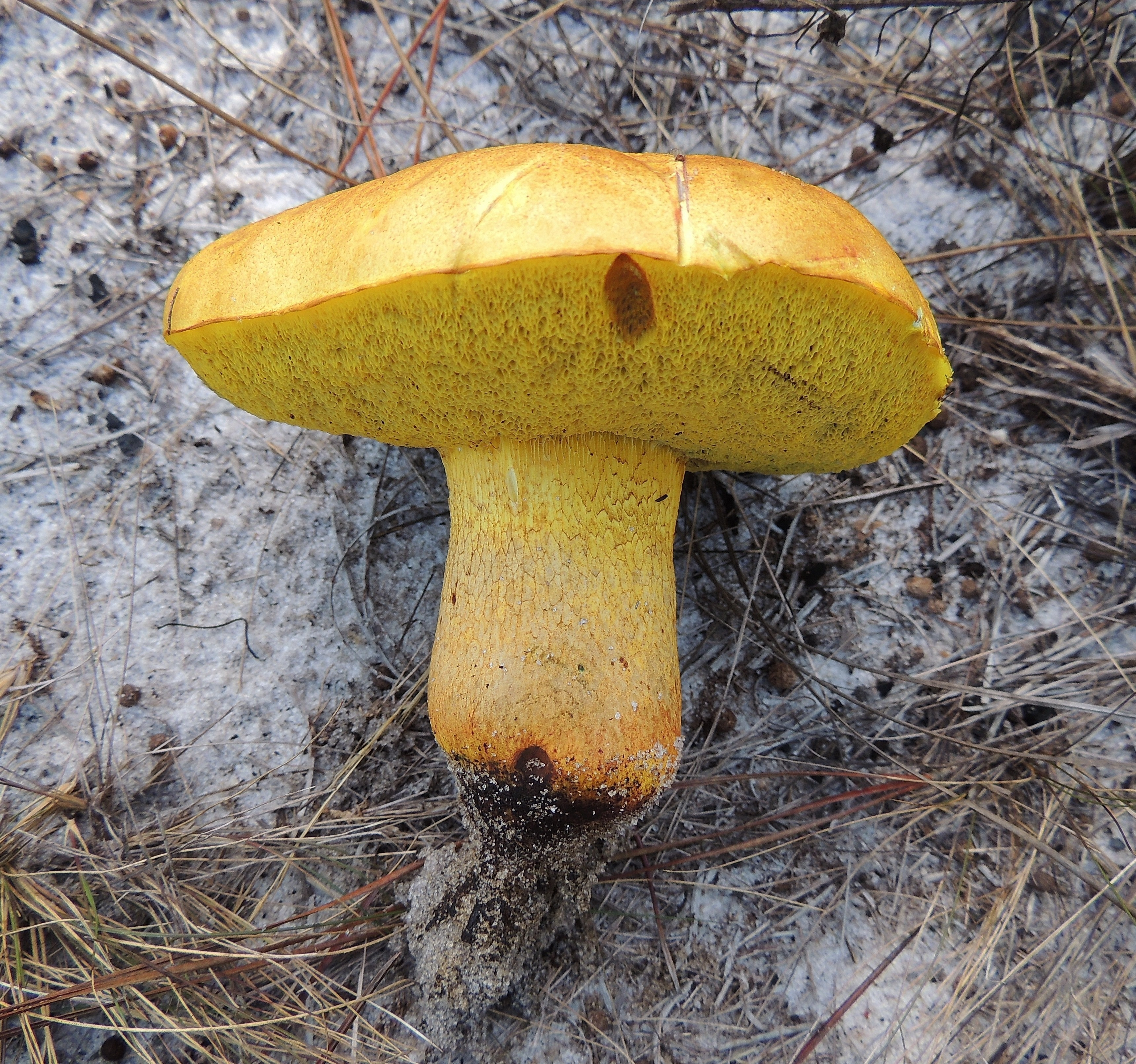
Alessioporus rubriflavus
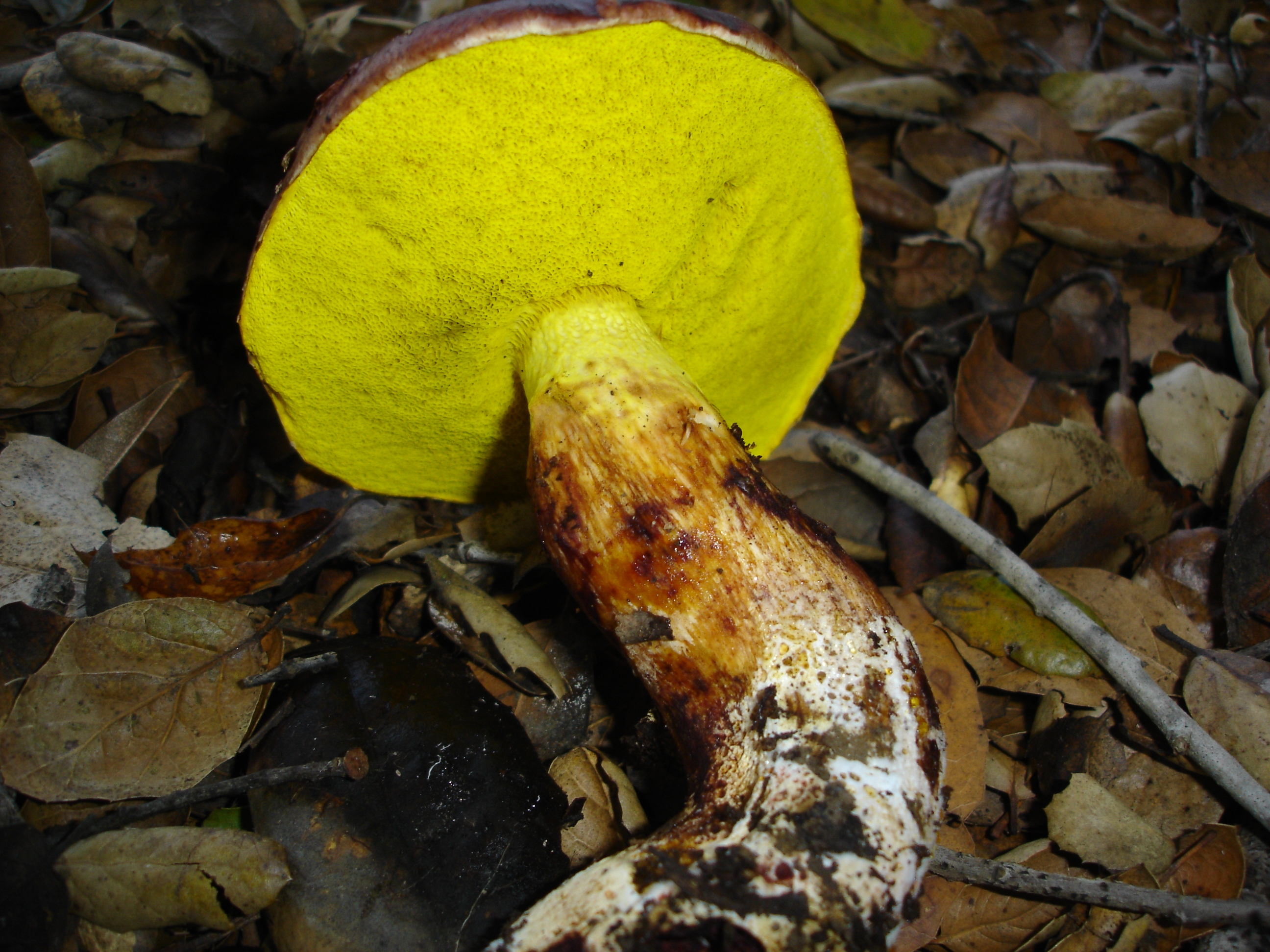
Aureoboletus flaviporus
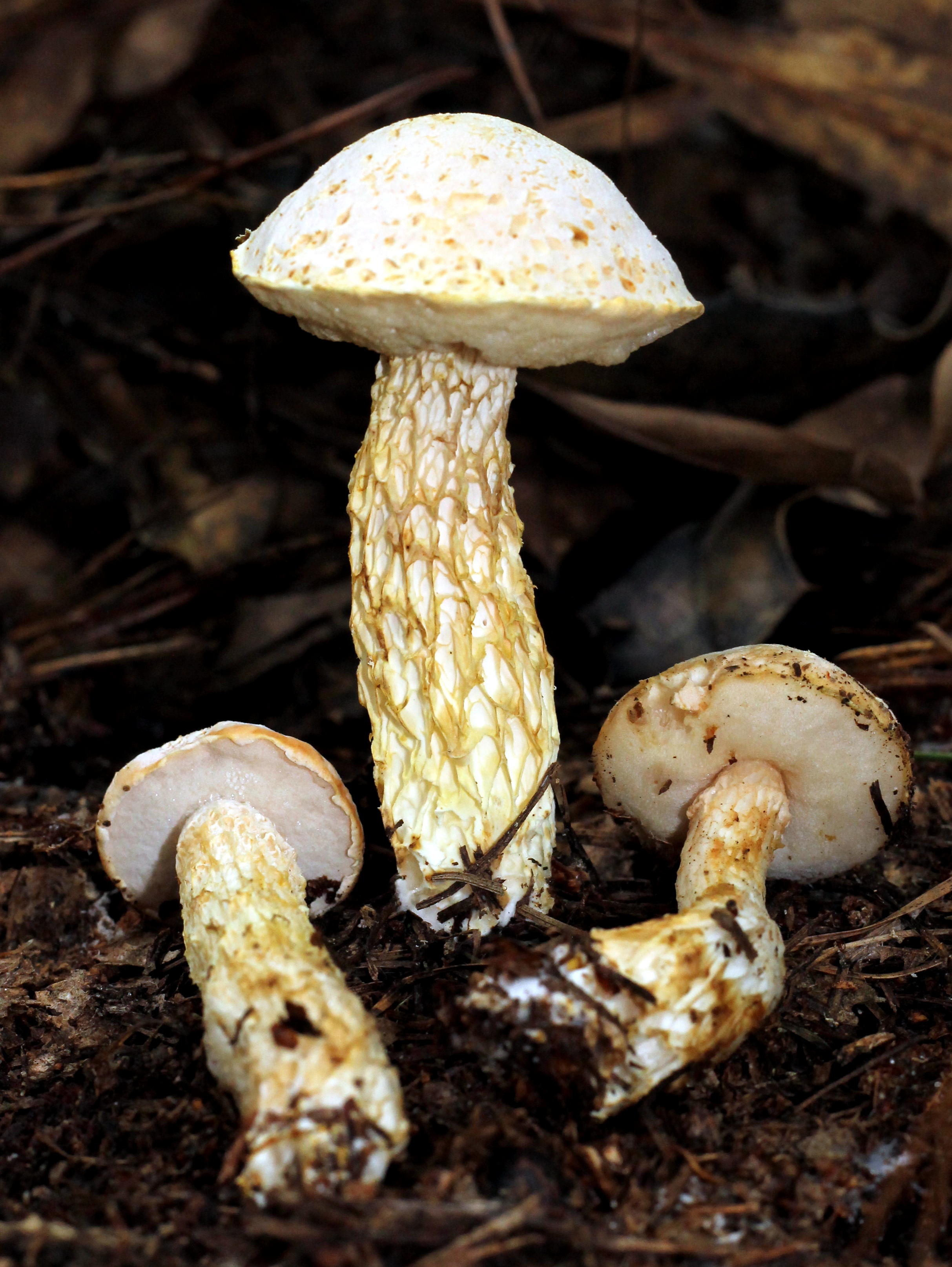
Austroboletus subflavidus
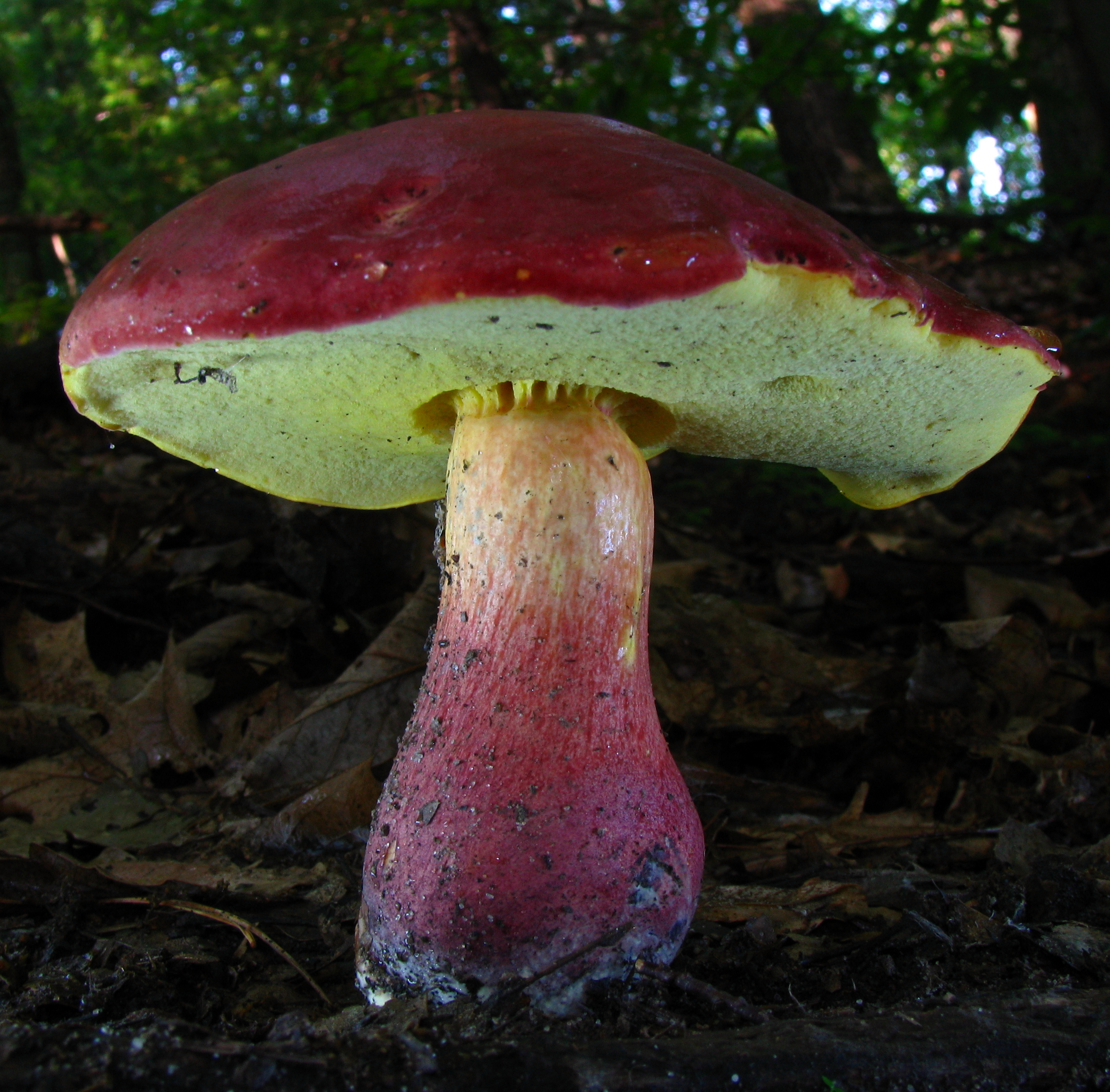
Baorangia bicolor
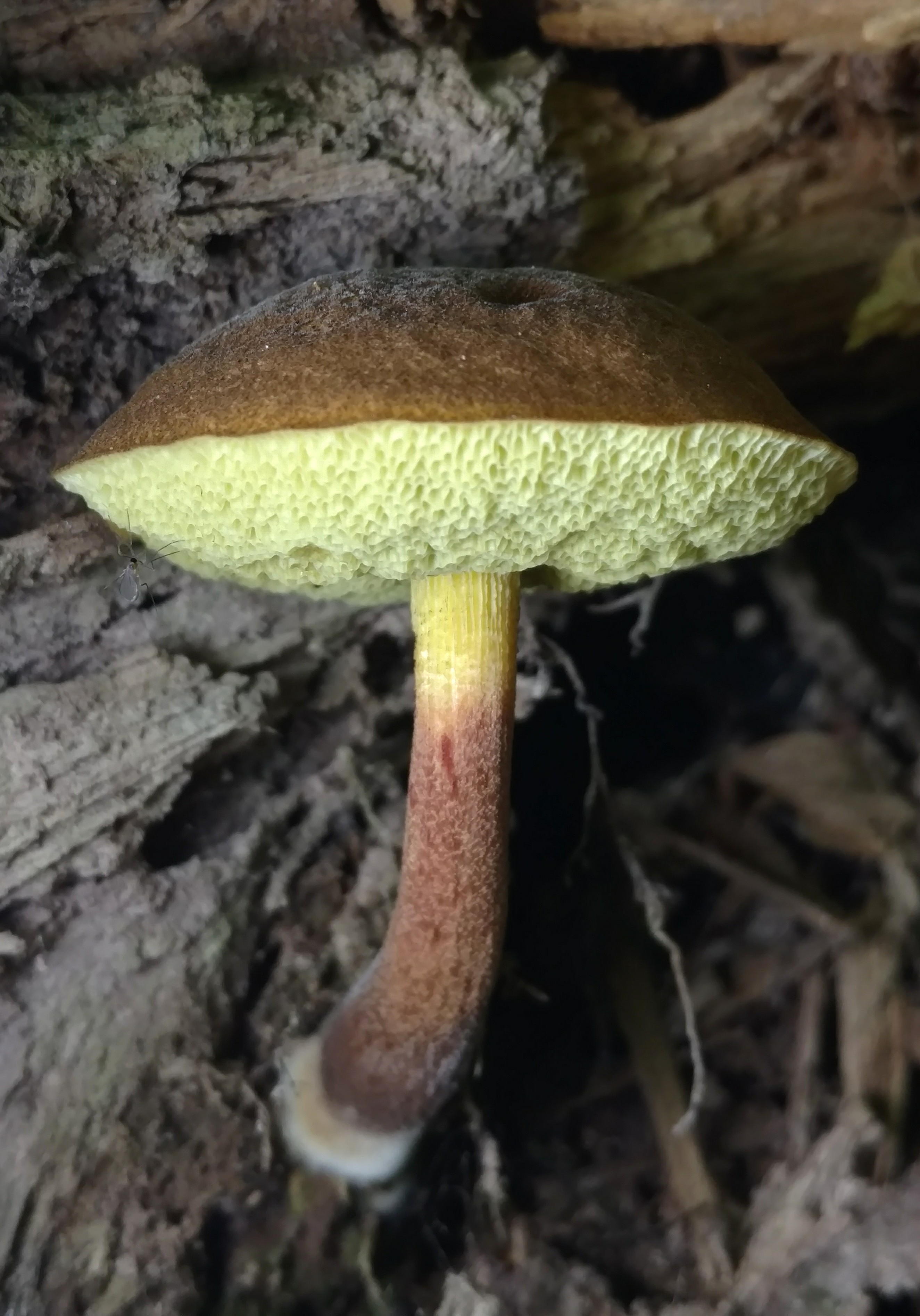
Boletellus chrysenteroides
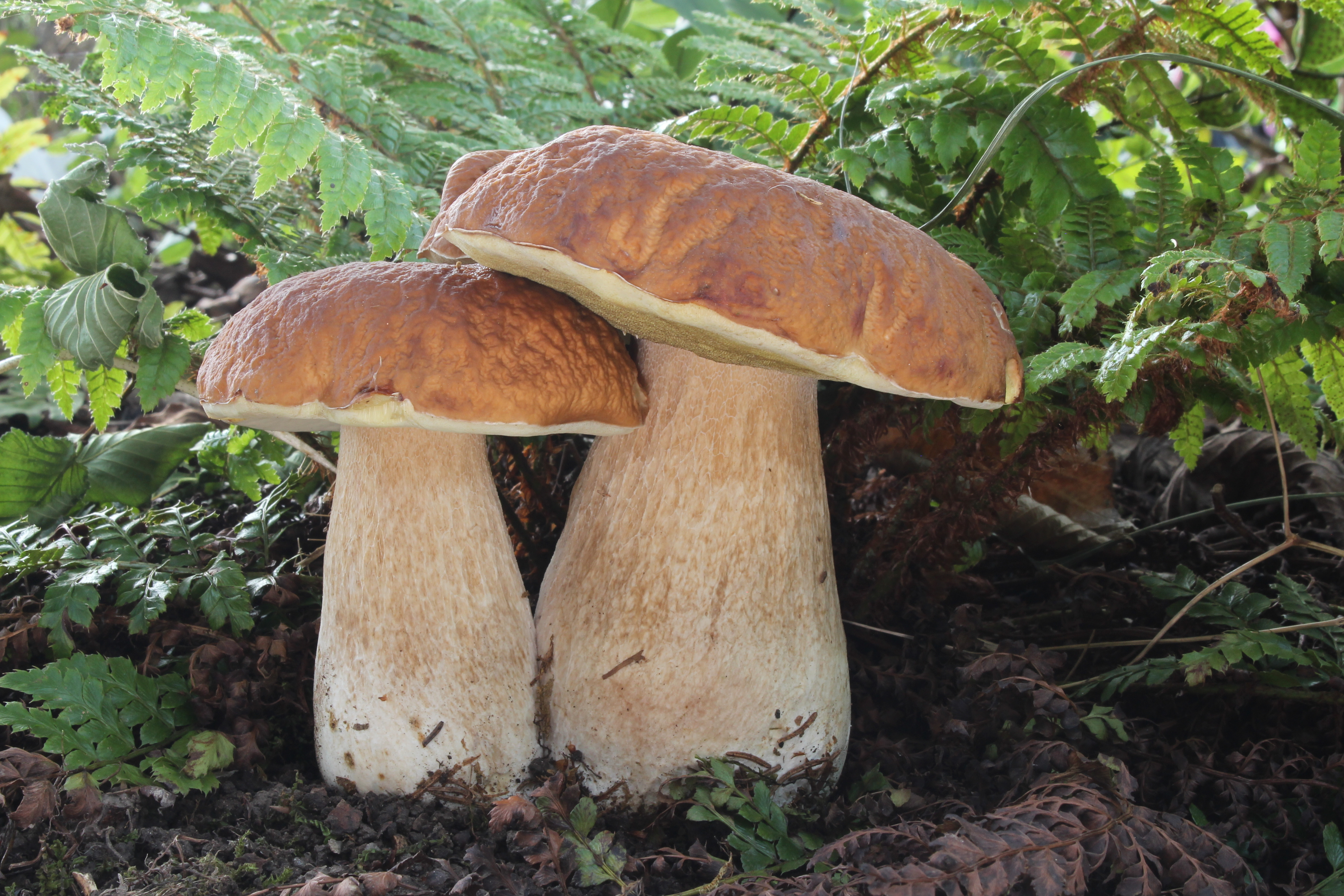
Boletus edulis
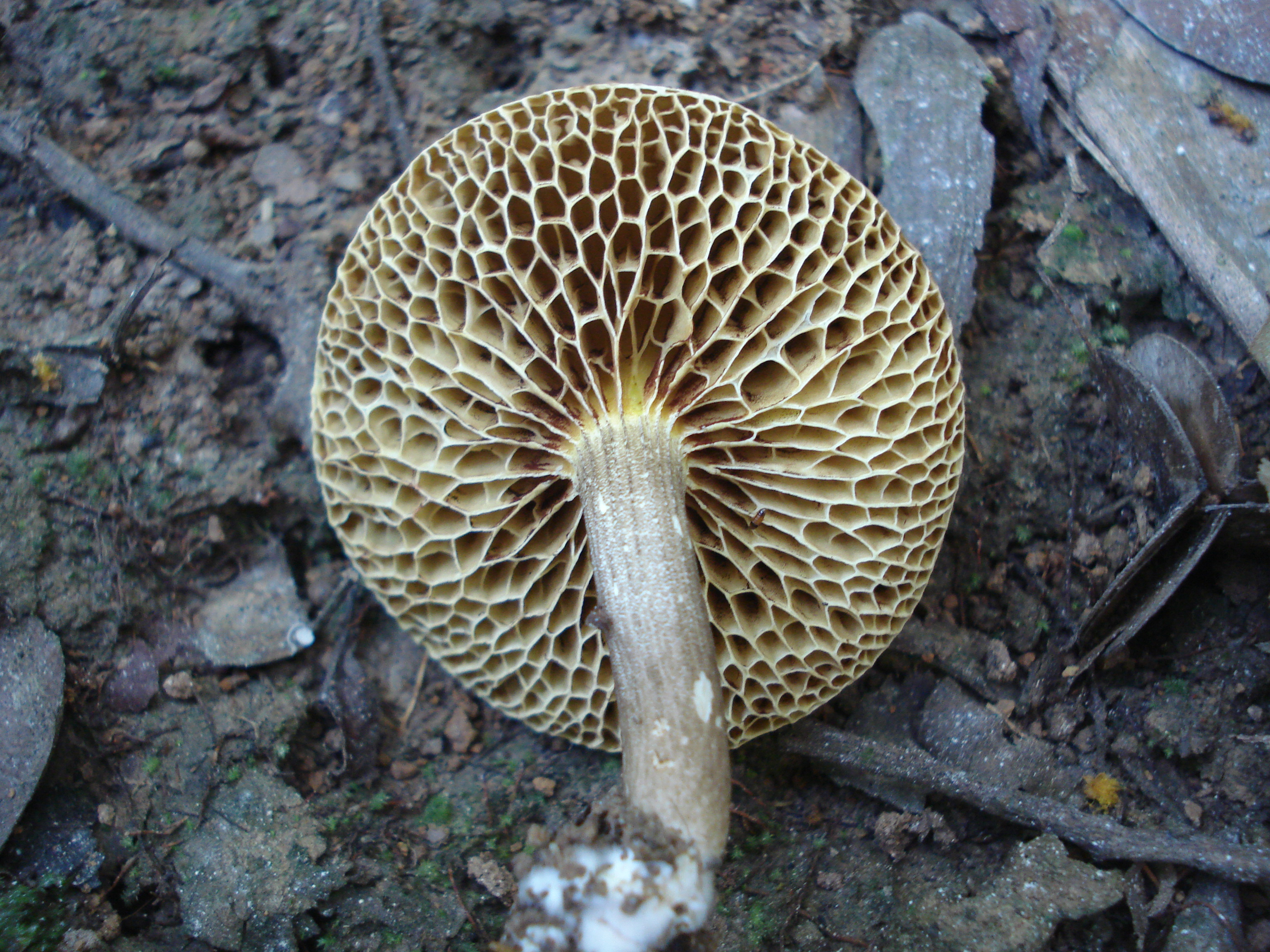
Borofutus dhakanus
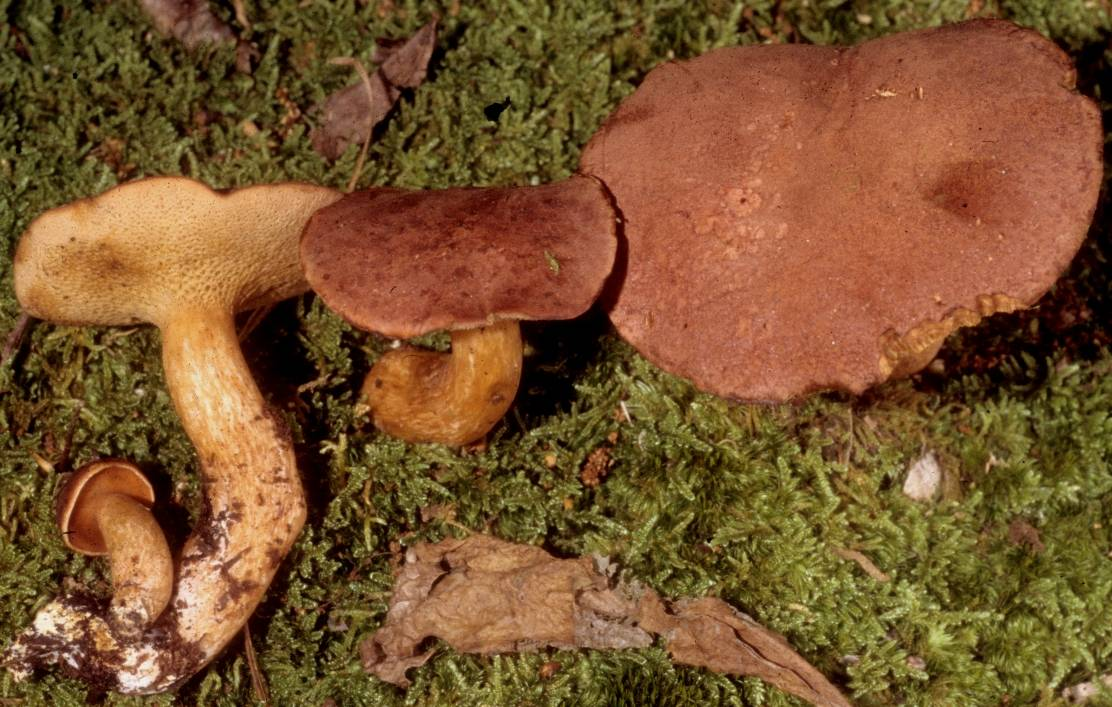
Bothia castanella
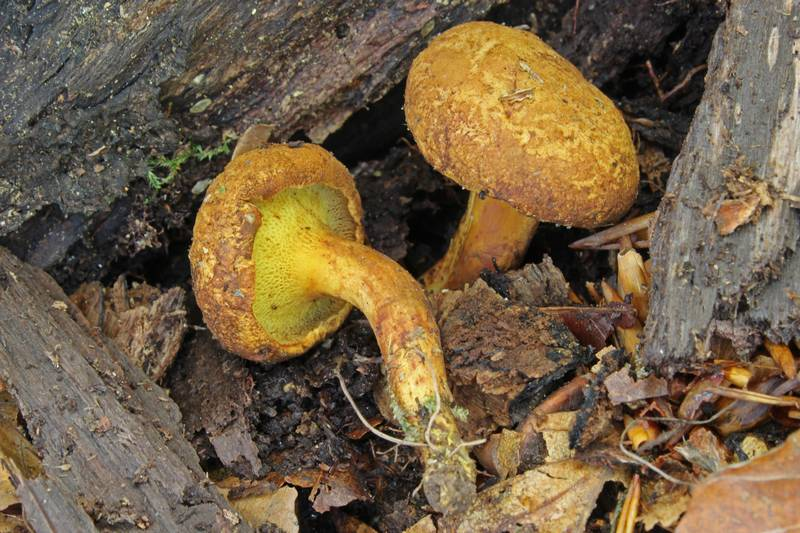
Buchwaldoboletus lignicola
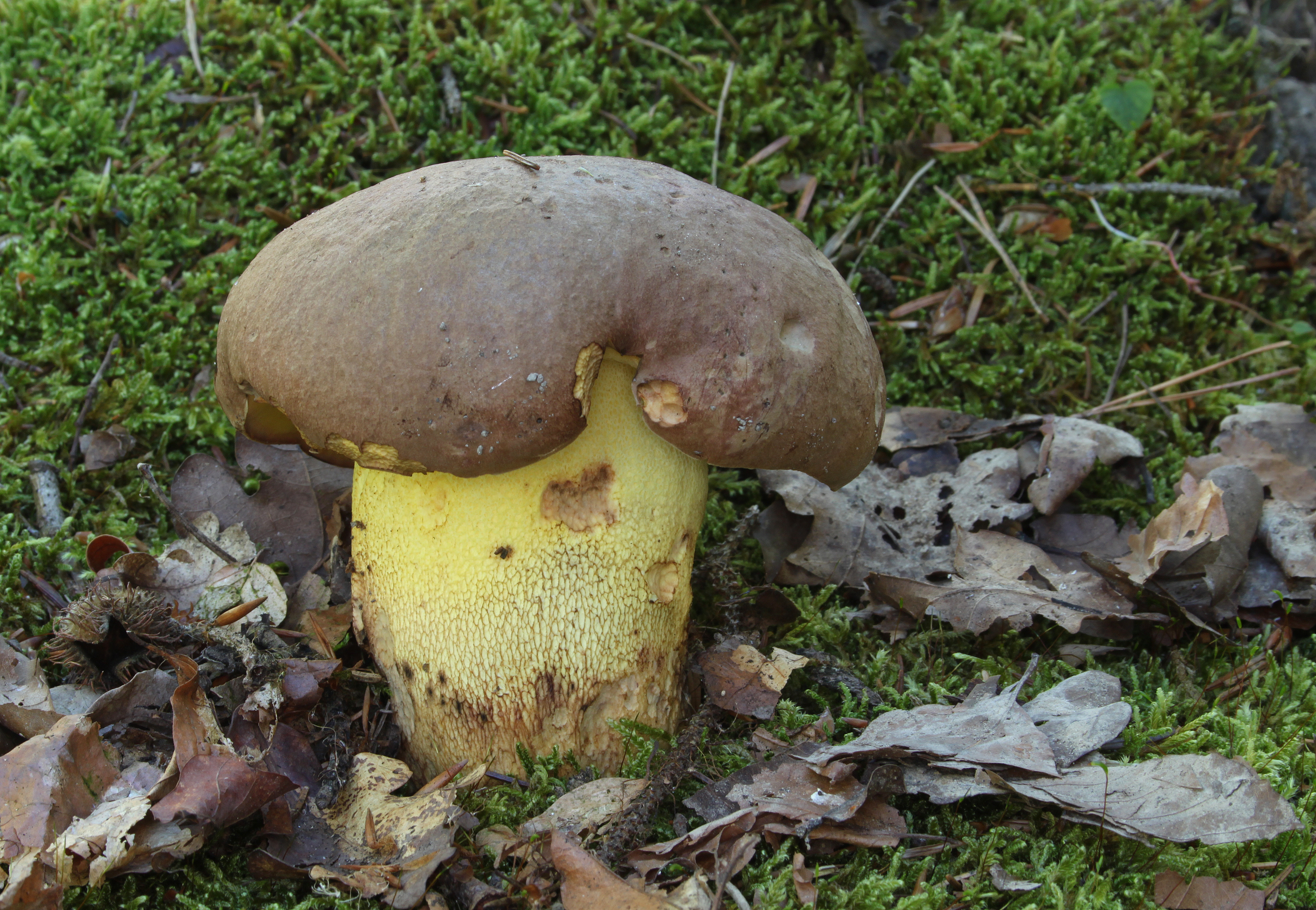
Boletus appendiculatus
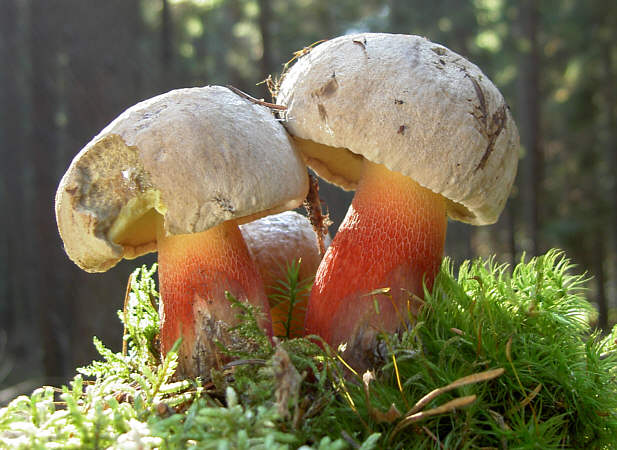
Caloboletus calopus
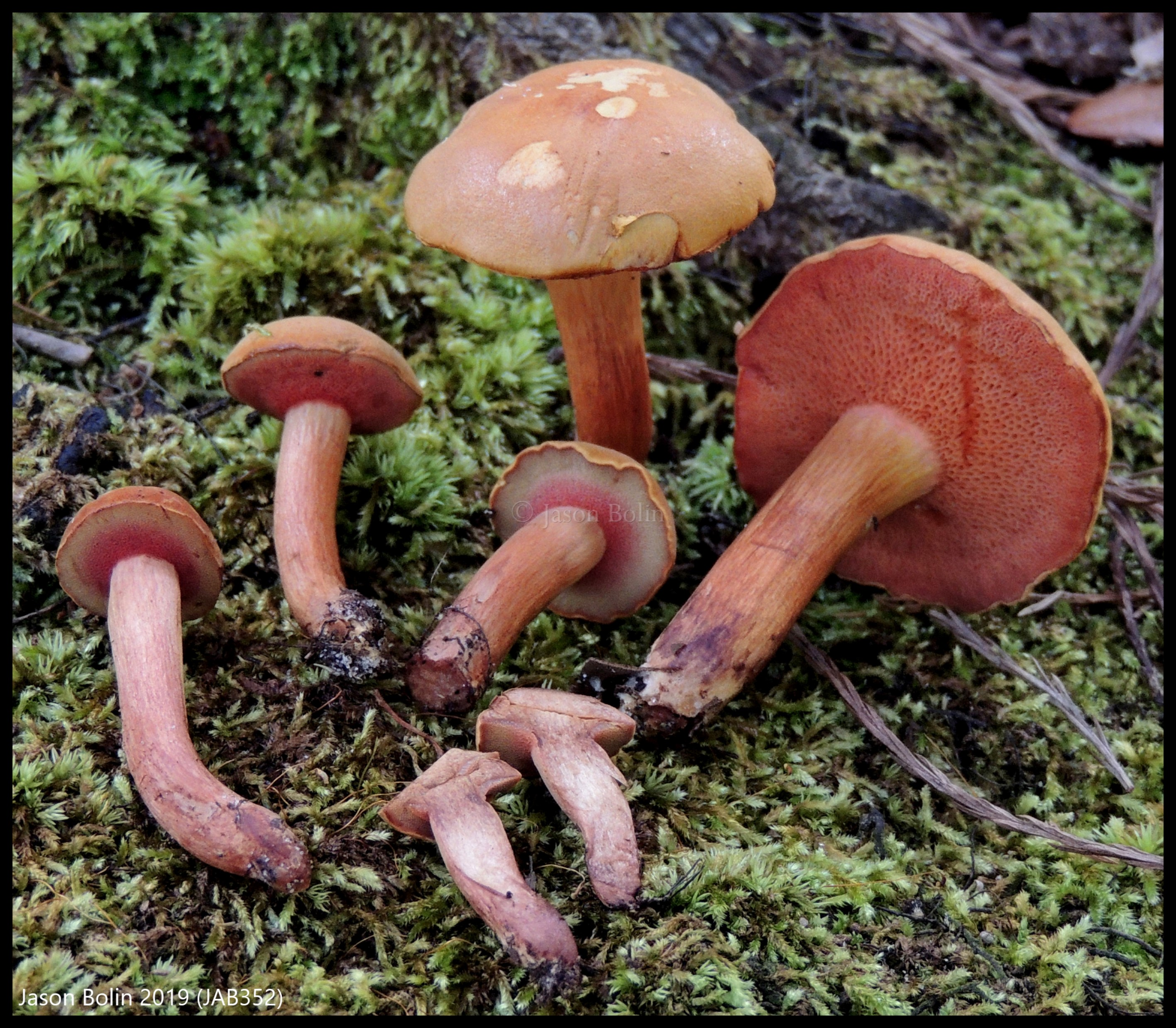
Chalciporus rubritubifer
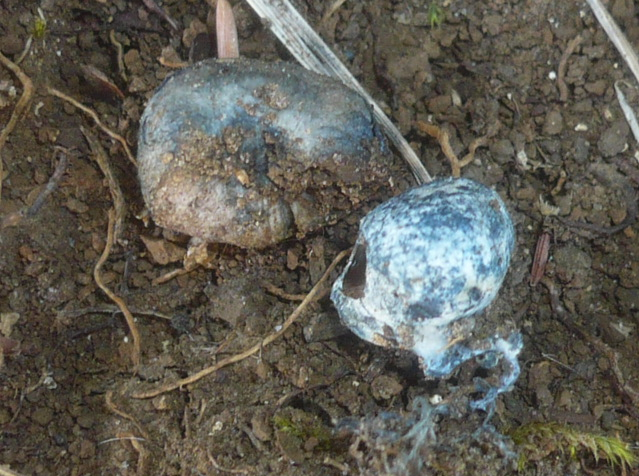
Chamonixia caespitosa
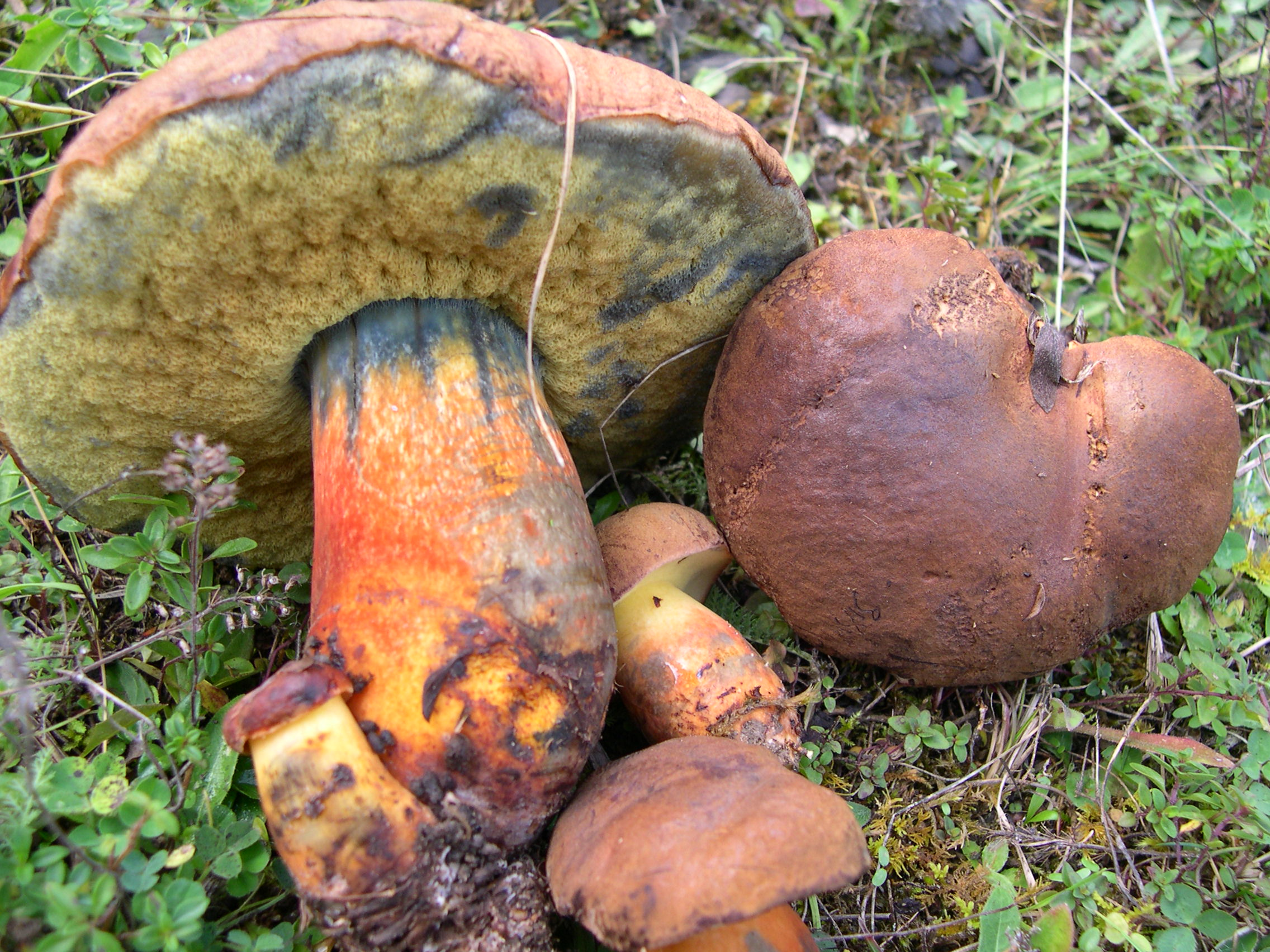
Cyanoboletus pulverulentus
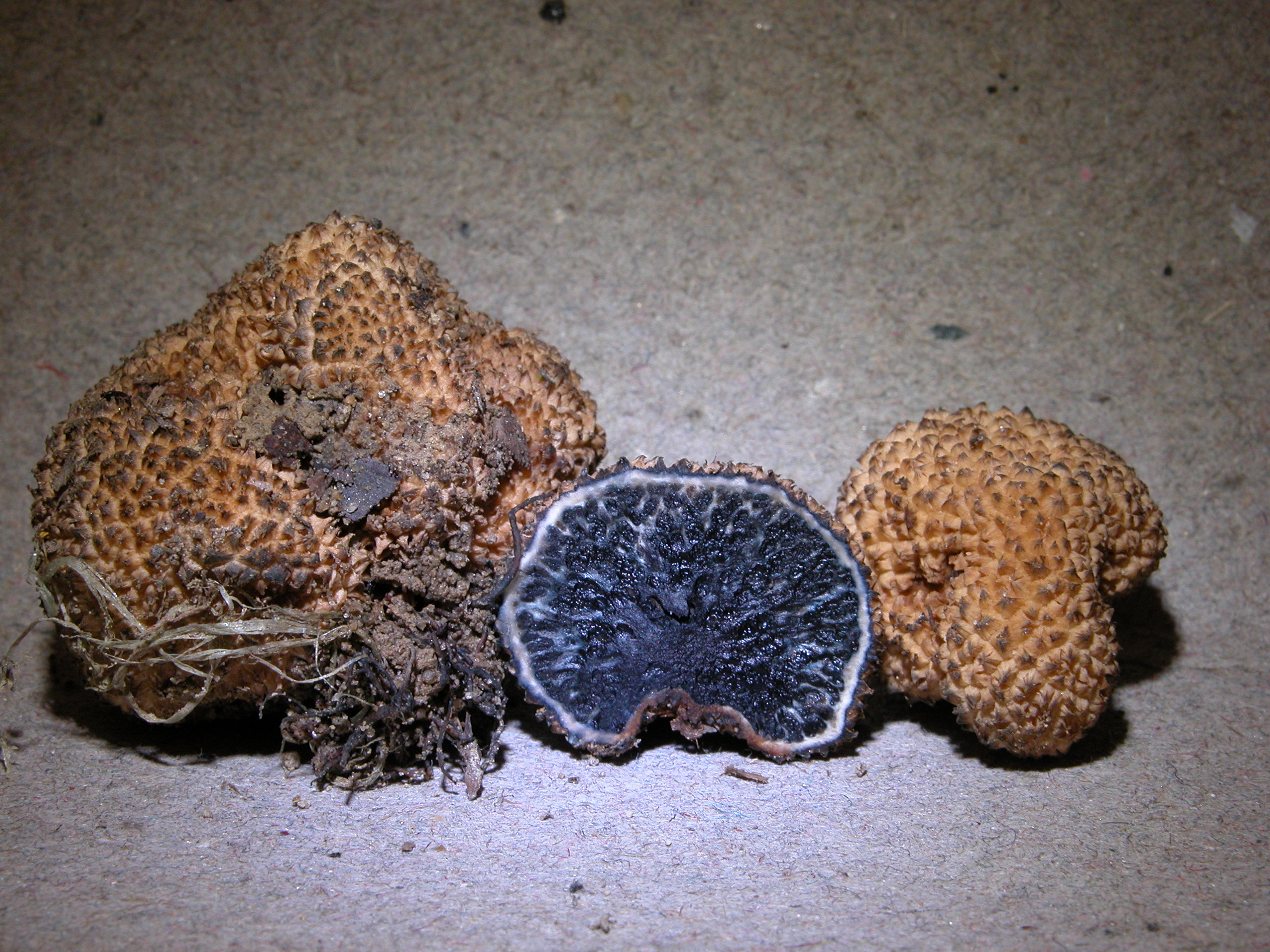
Durianella echinulata
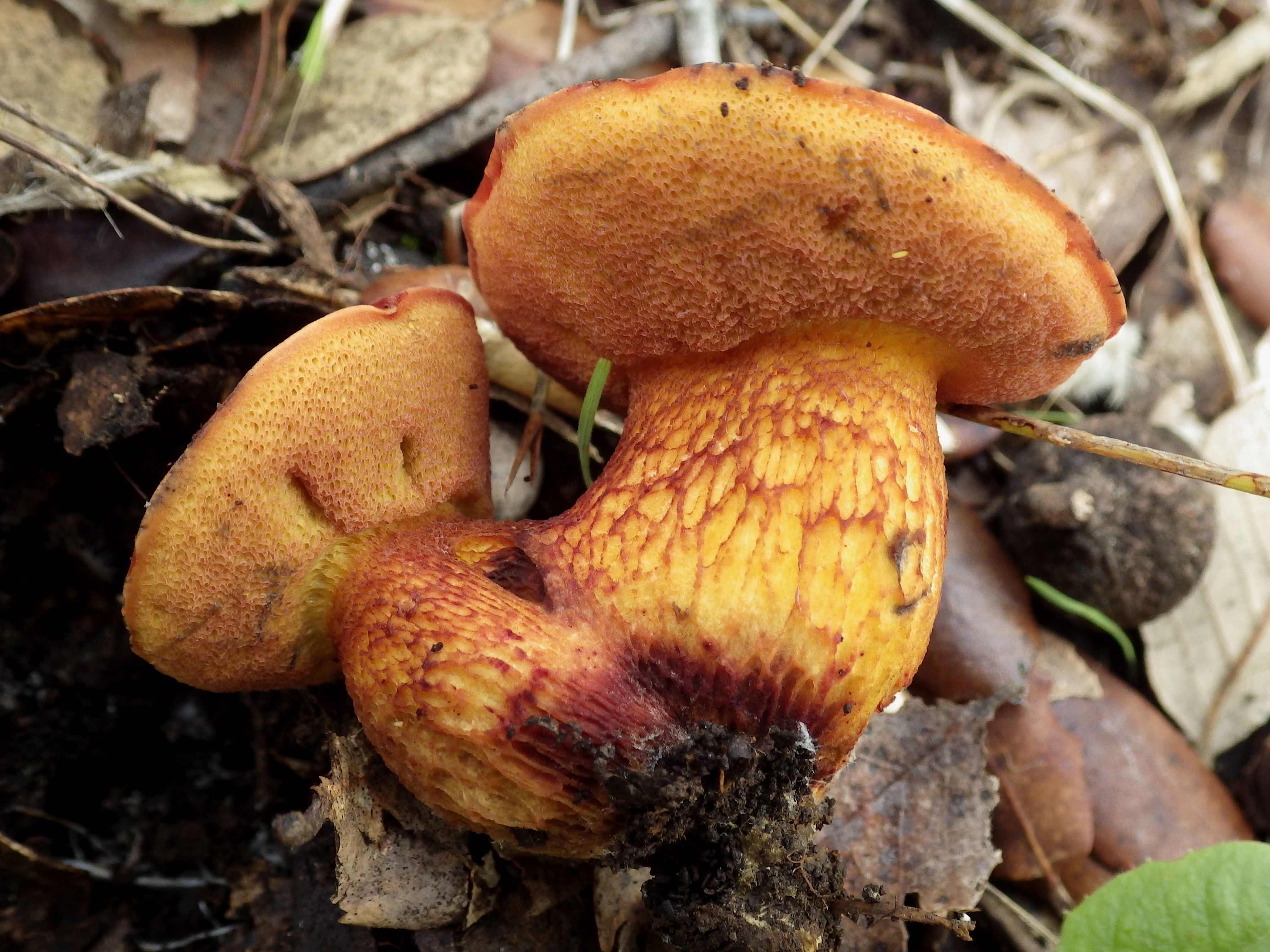
Exsudoporus permagnificus
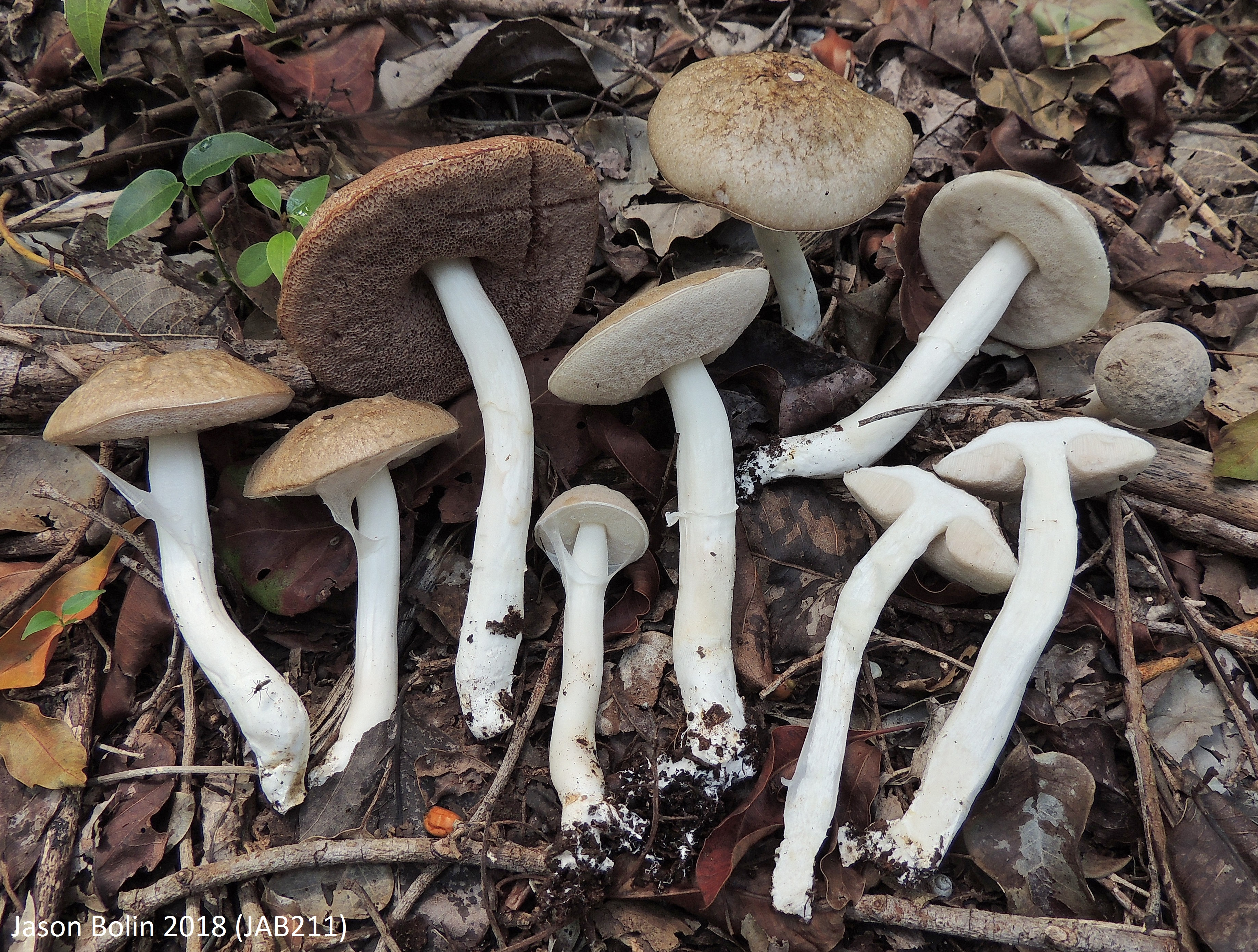
Fistulinella gloeocarpa
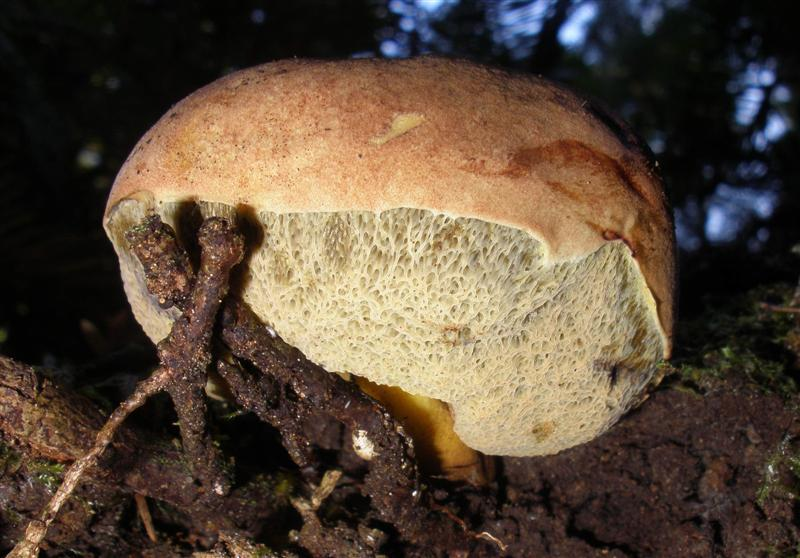
Gastroboletus turbinatus
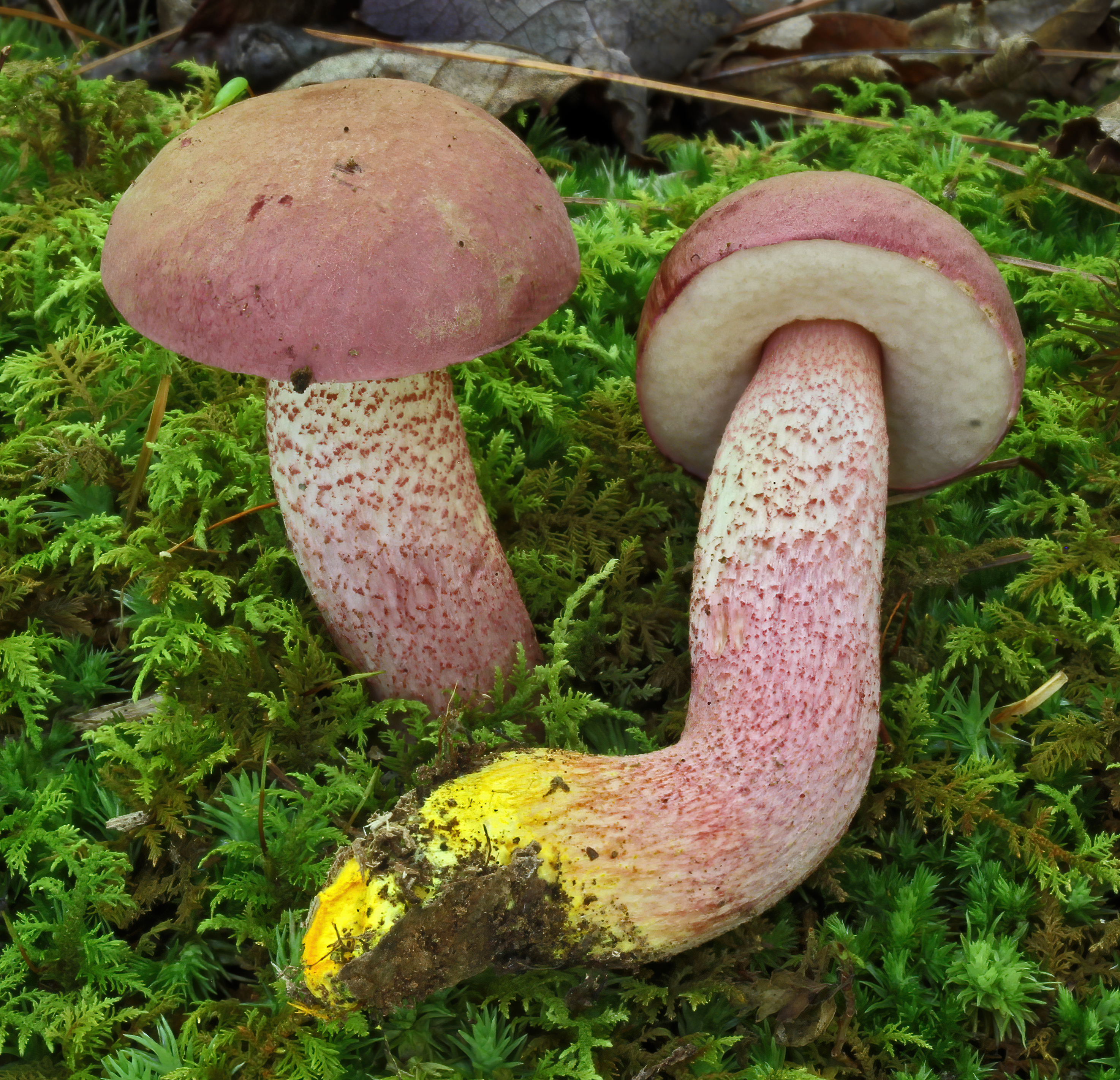
Harrya chromapes
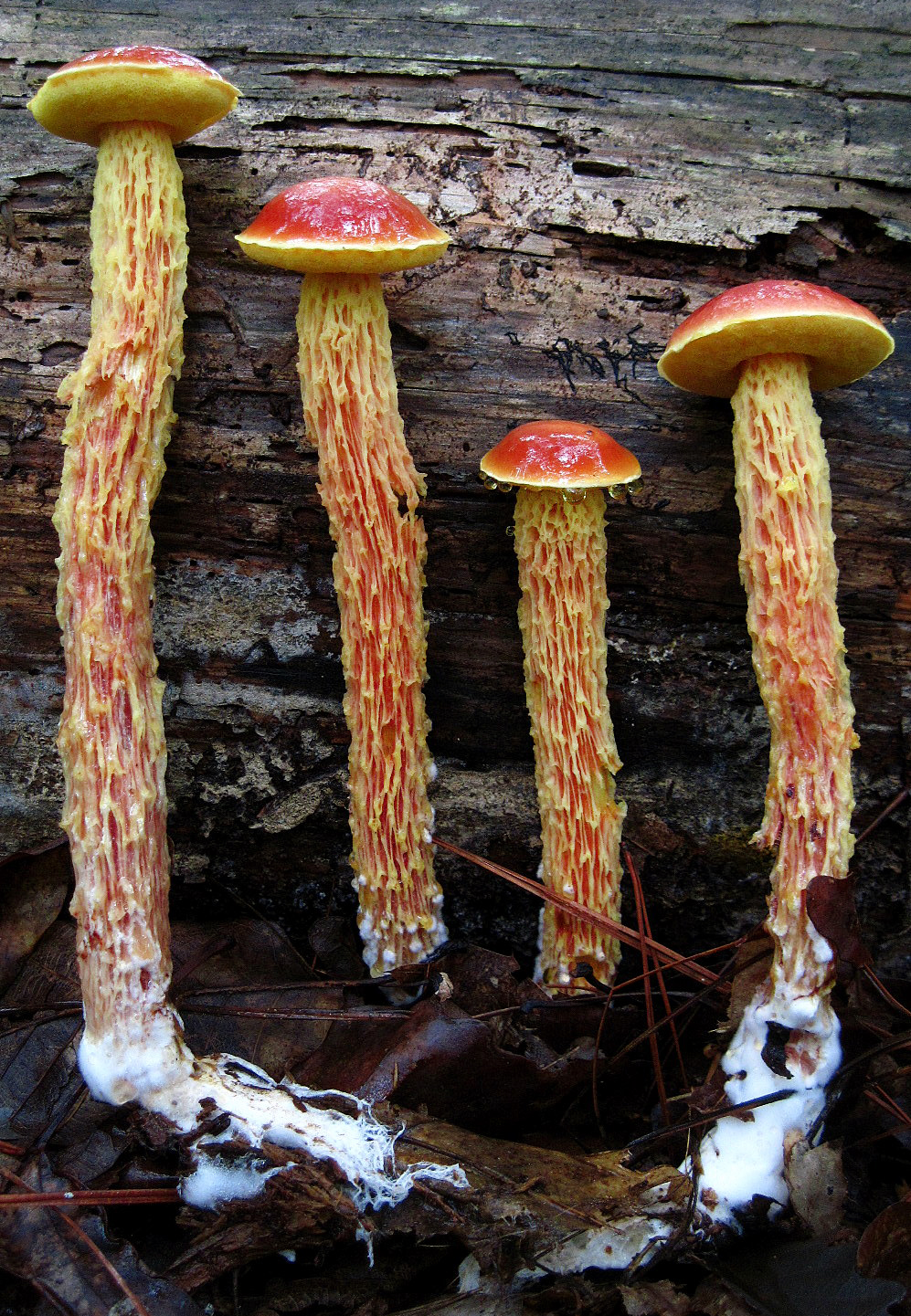
Heimioporus betula
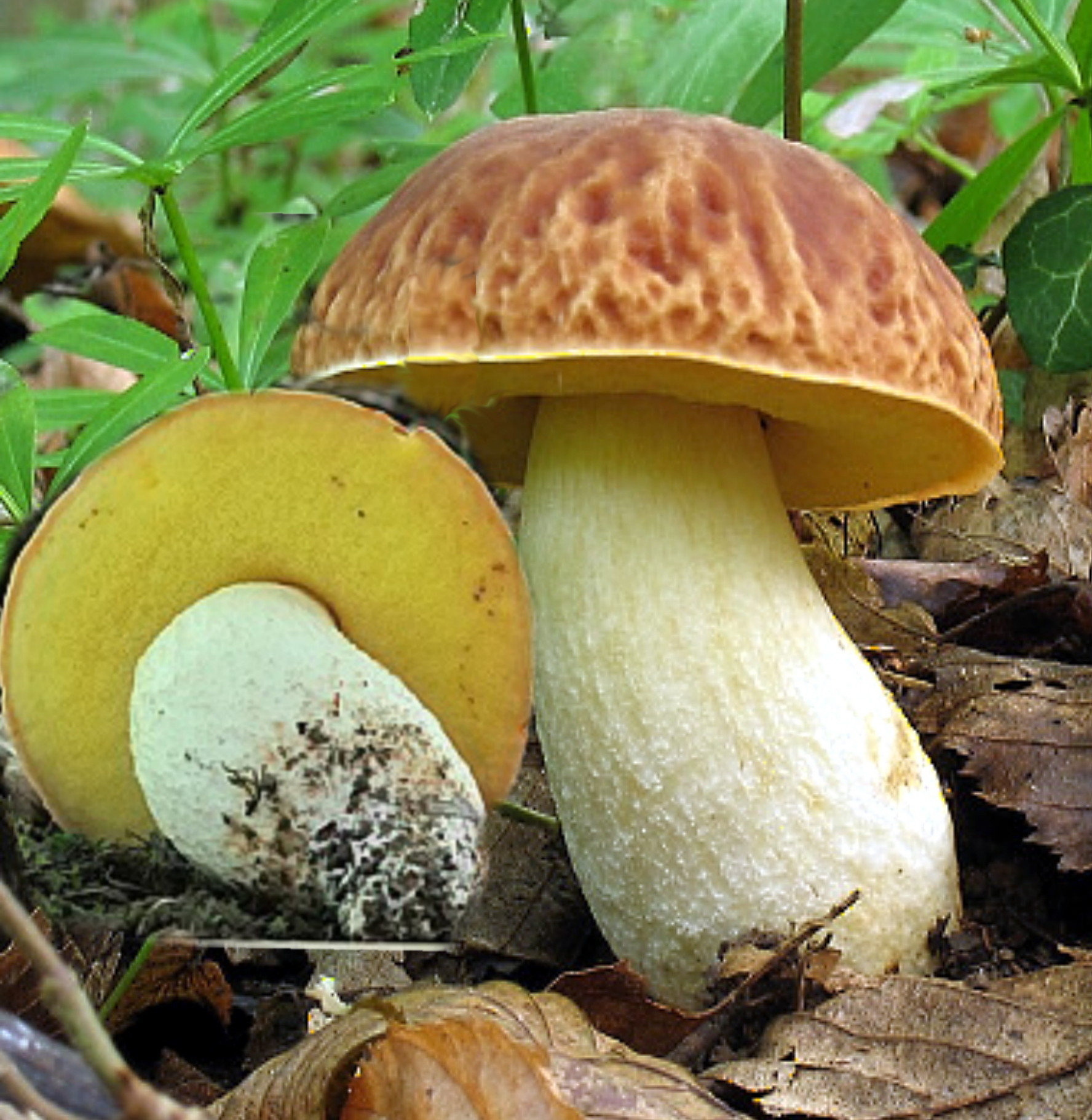
Hemileccinum depilatum
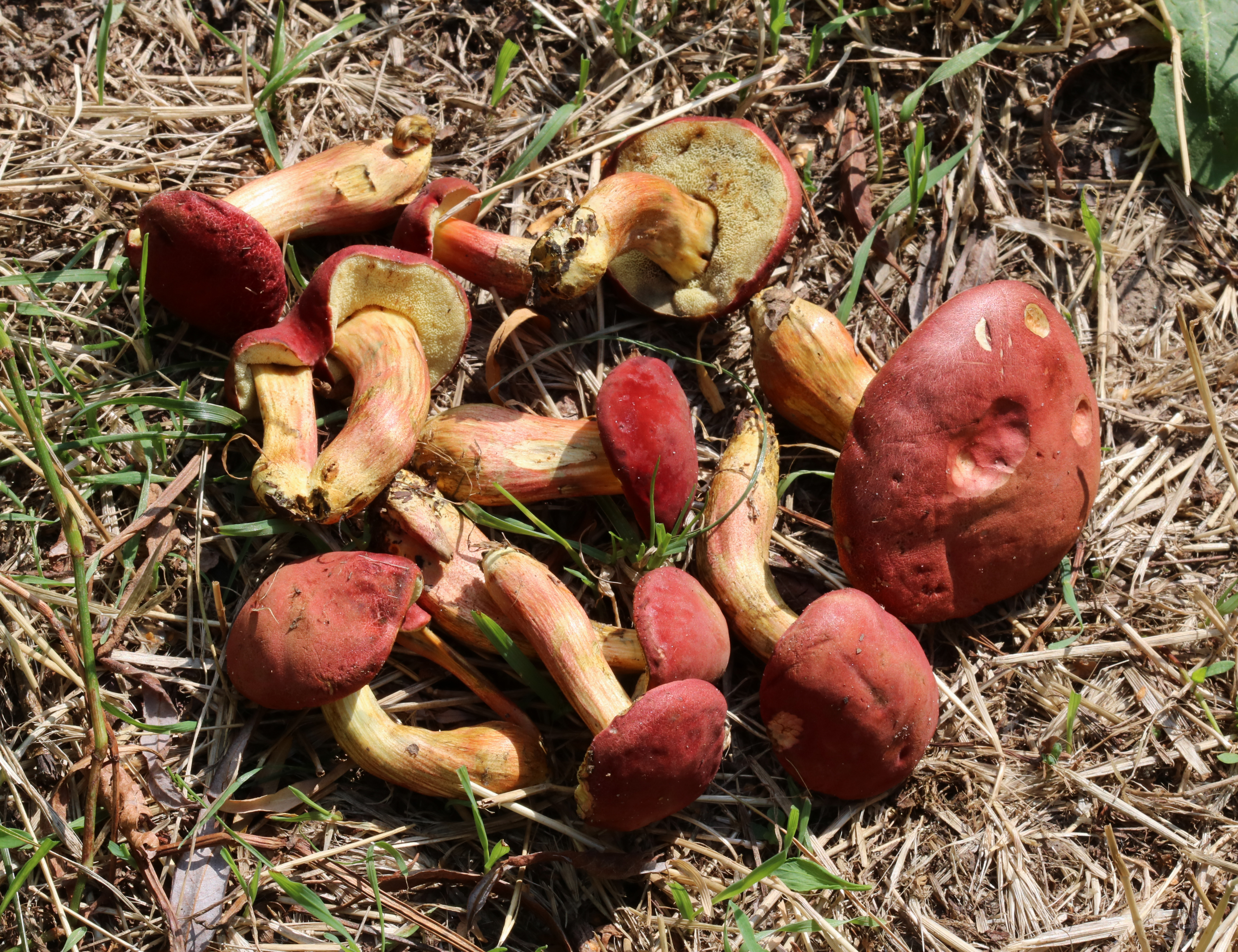
Hortiboletus rubellus
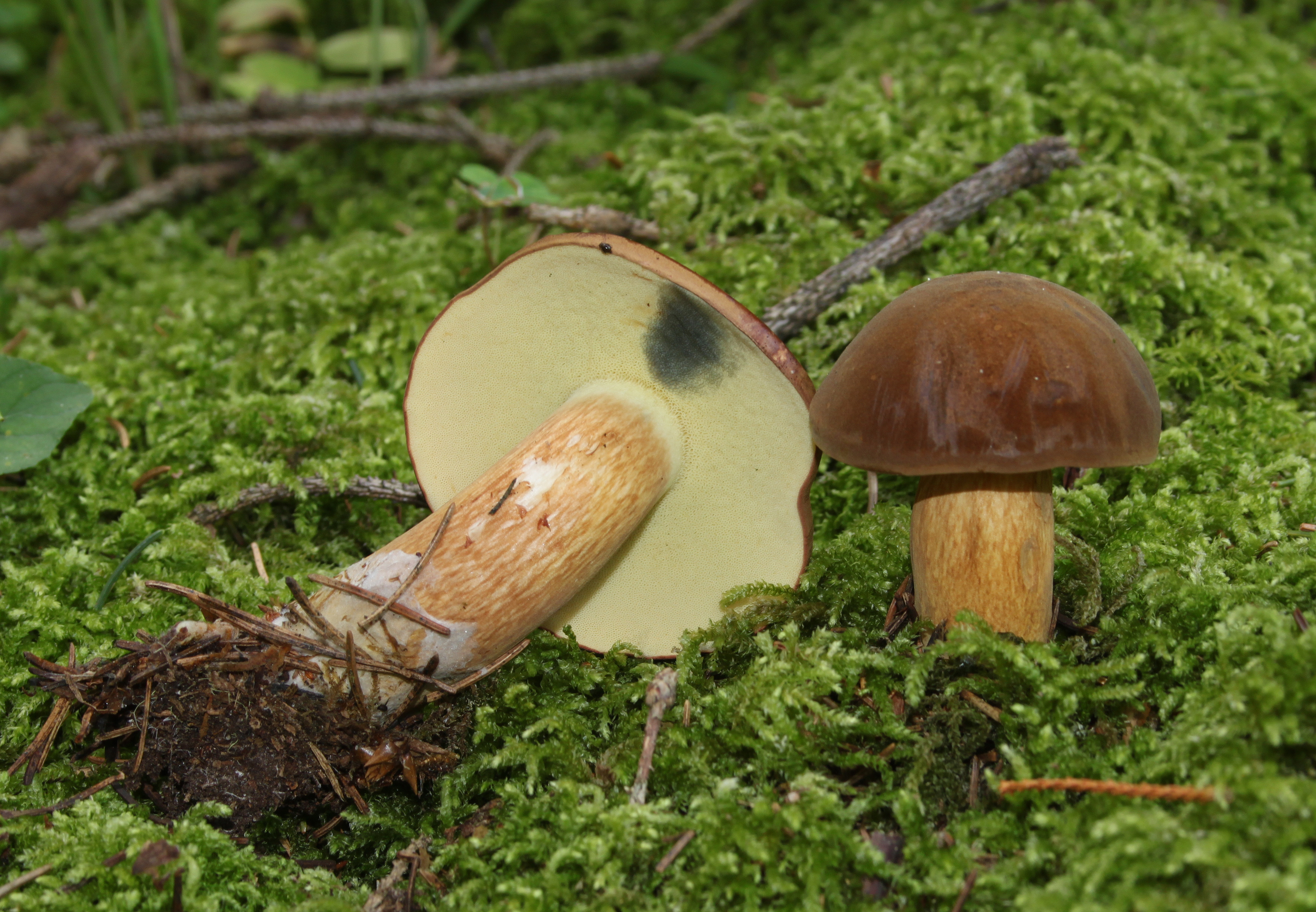
Imleria badia
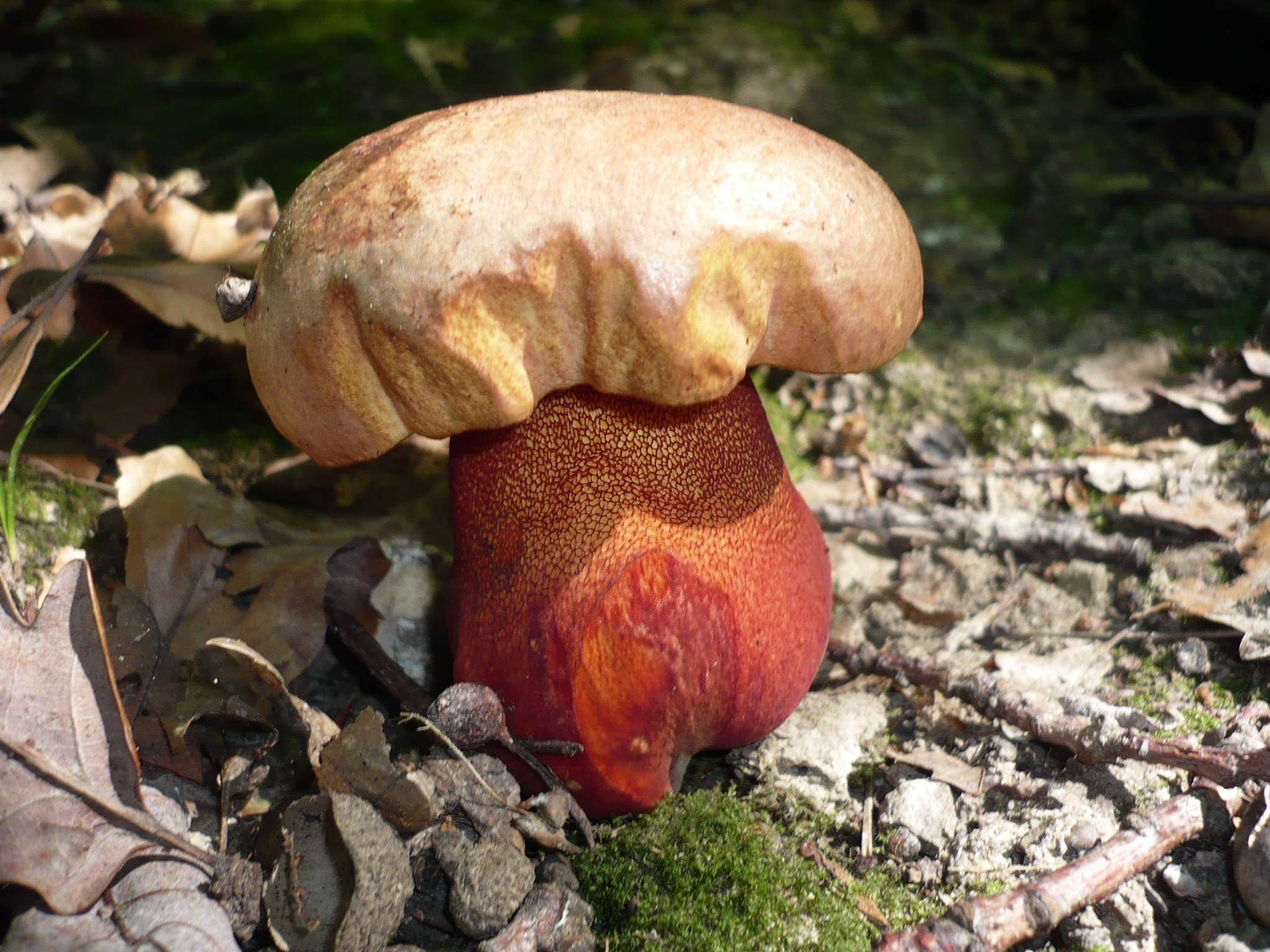
Imperator luteocupreus
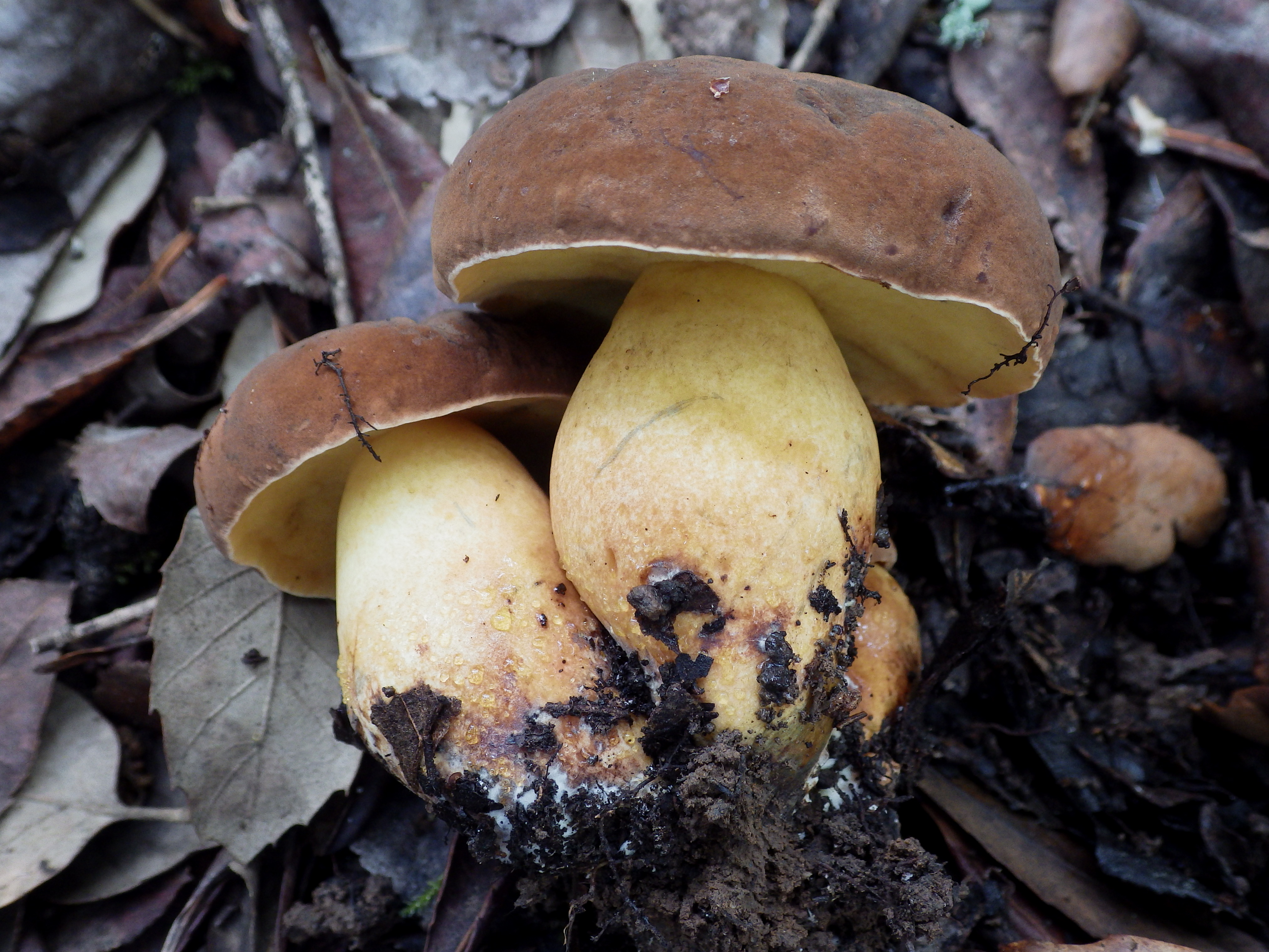
Lanmaoa fragrans
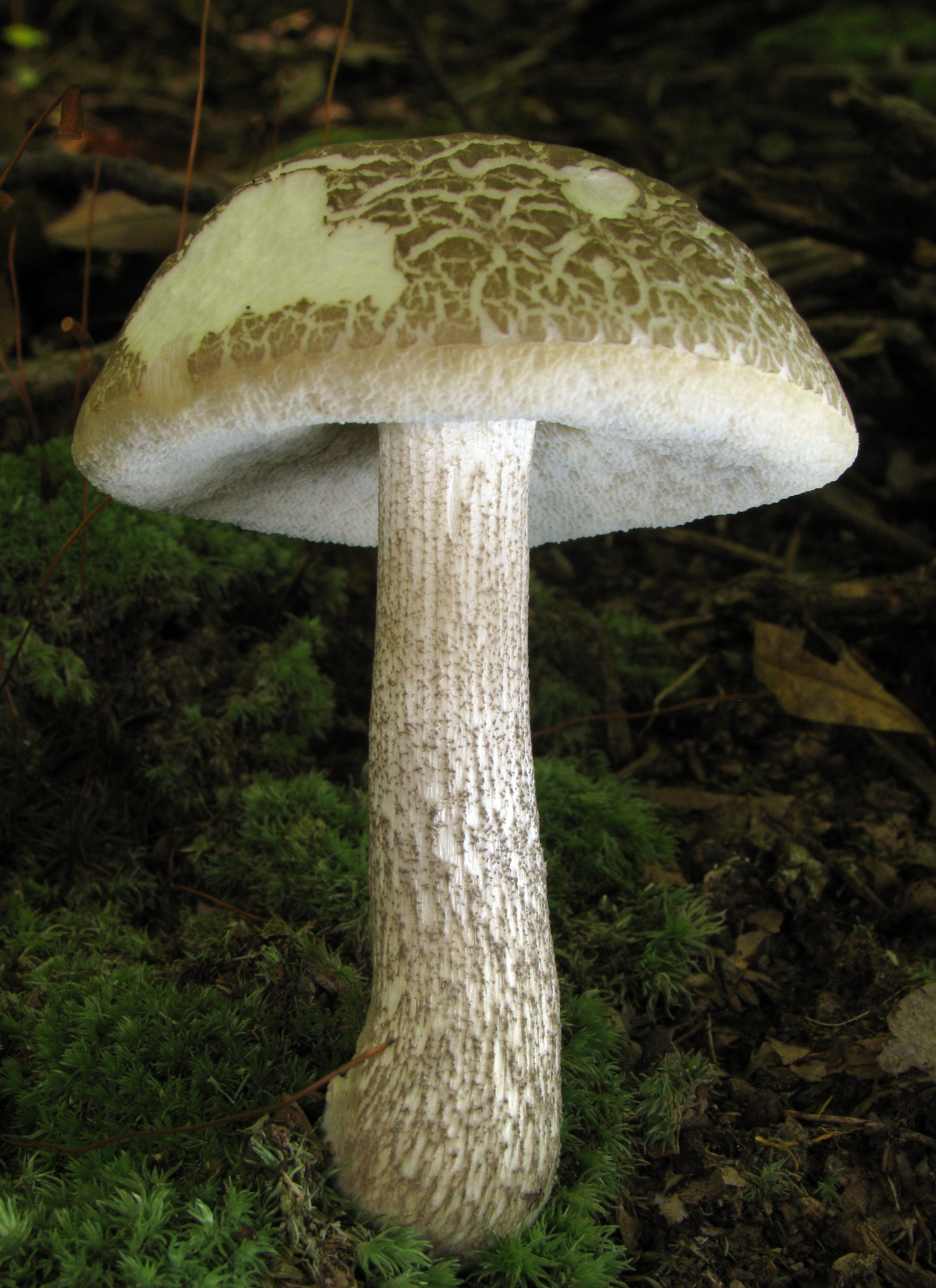
Leccinellum albellum
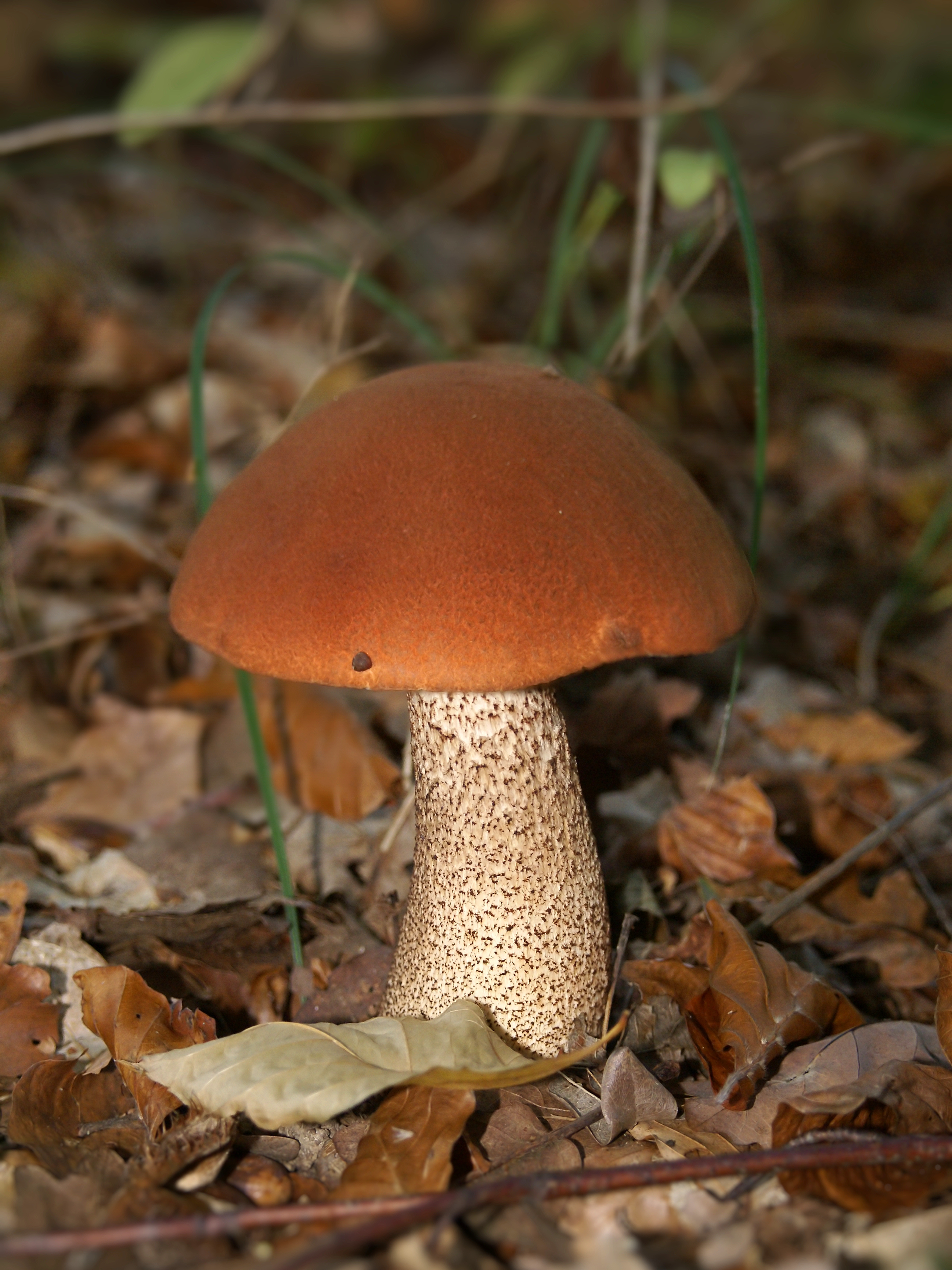
Leccinum aurantiacum
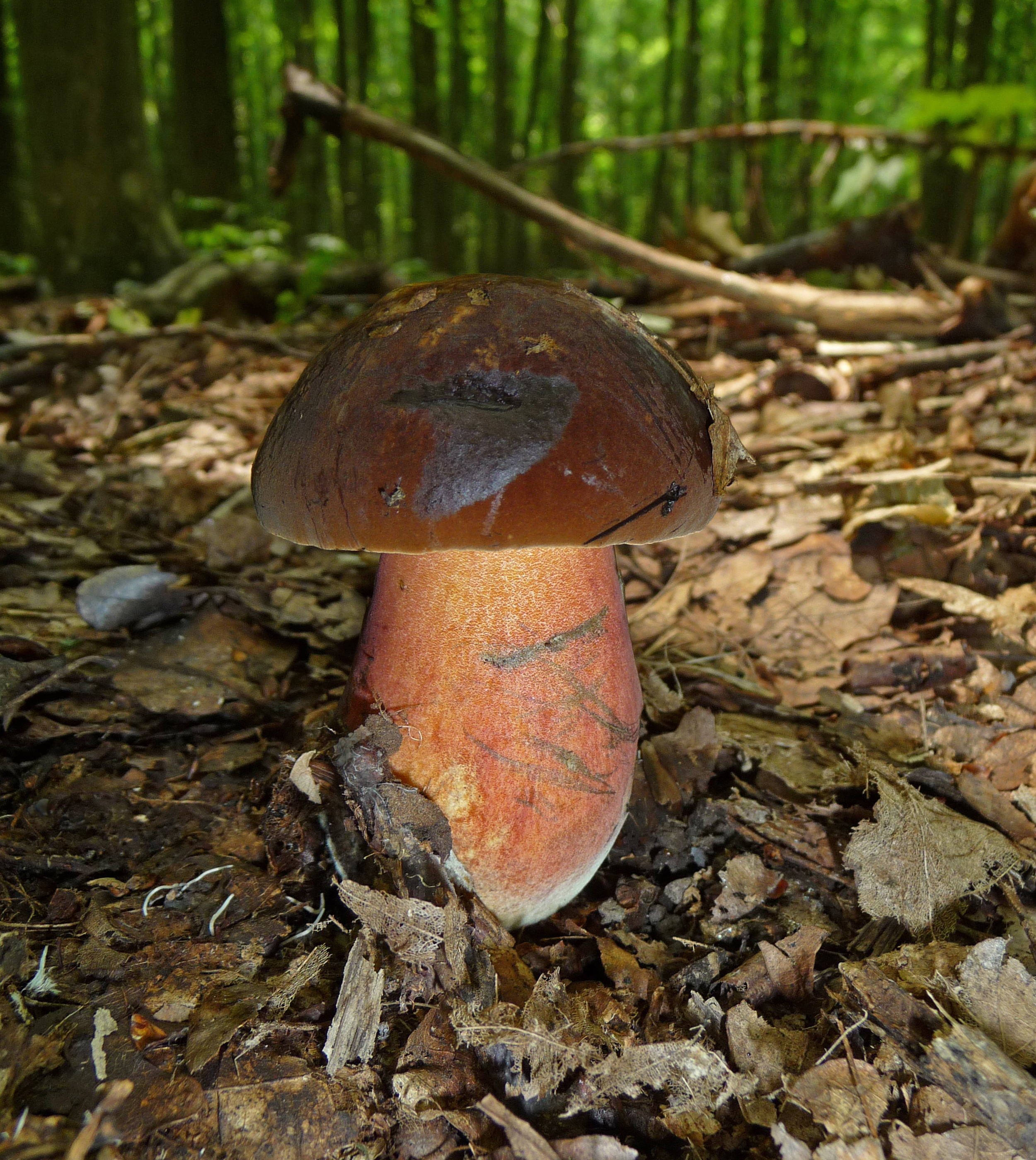
Neoboletus erythropus
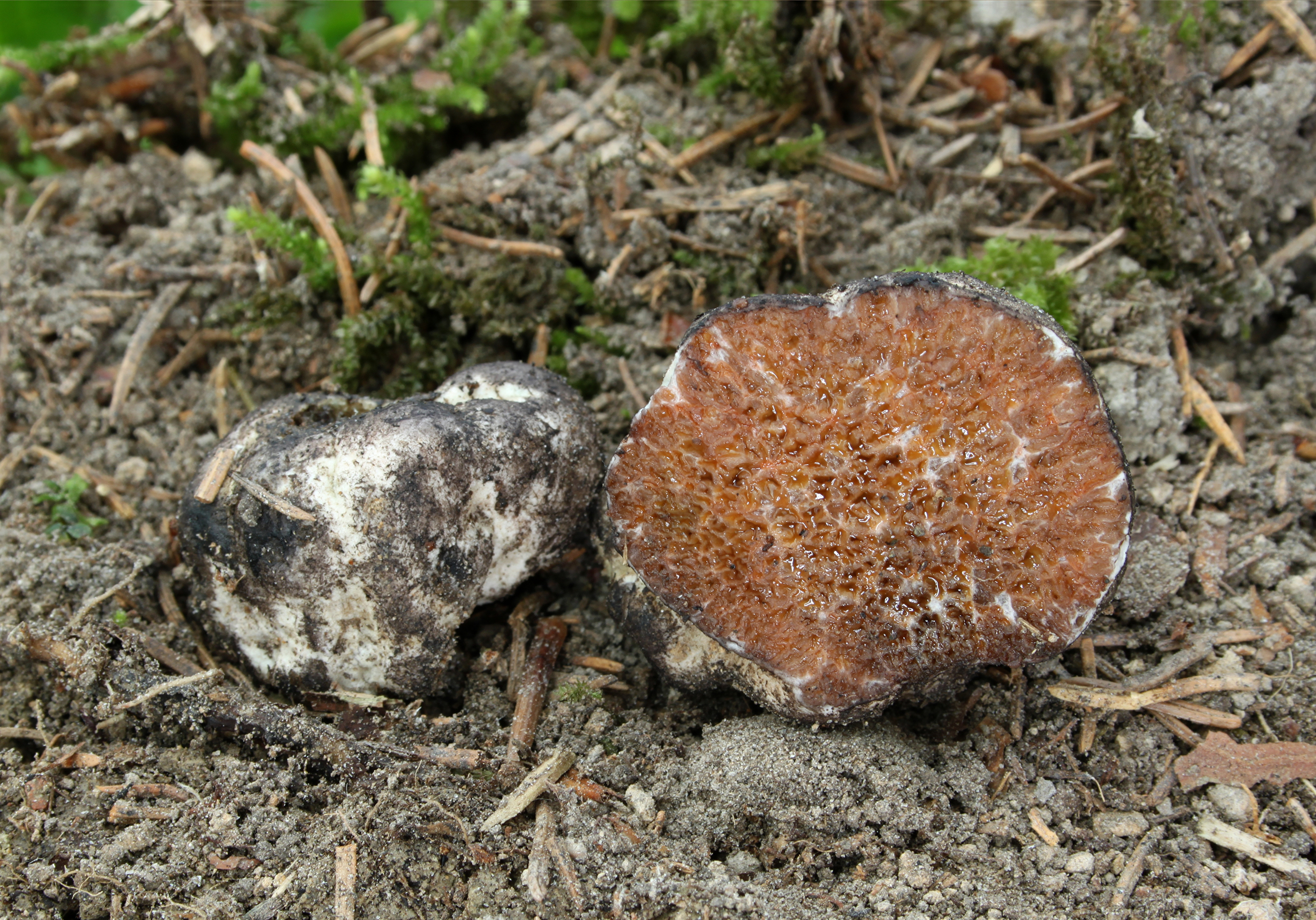
Octaviania asterosperma
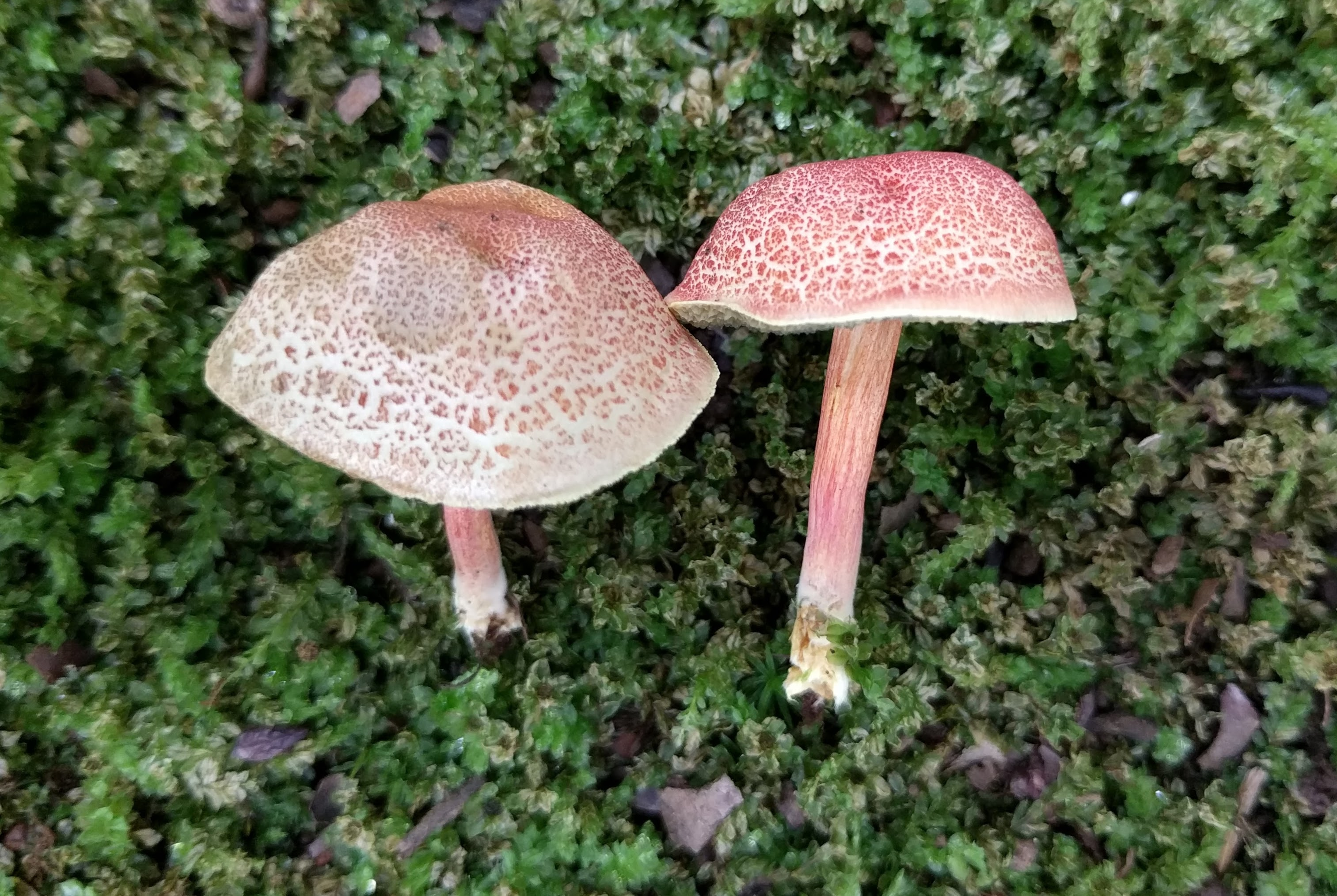
Parvixerocomus aokii
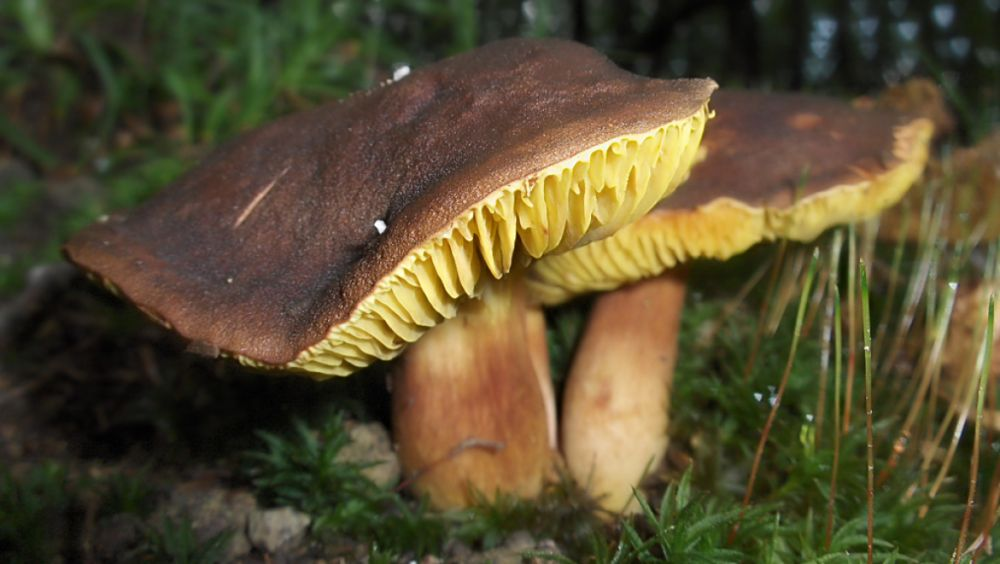
Phylloporus pelletieri
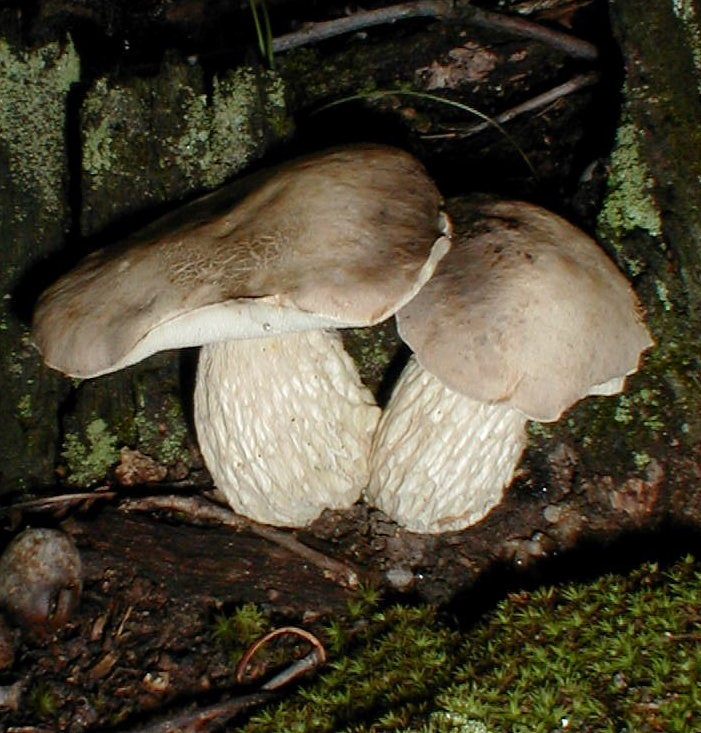
Pseudoaustroboletus valens
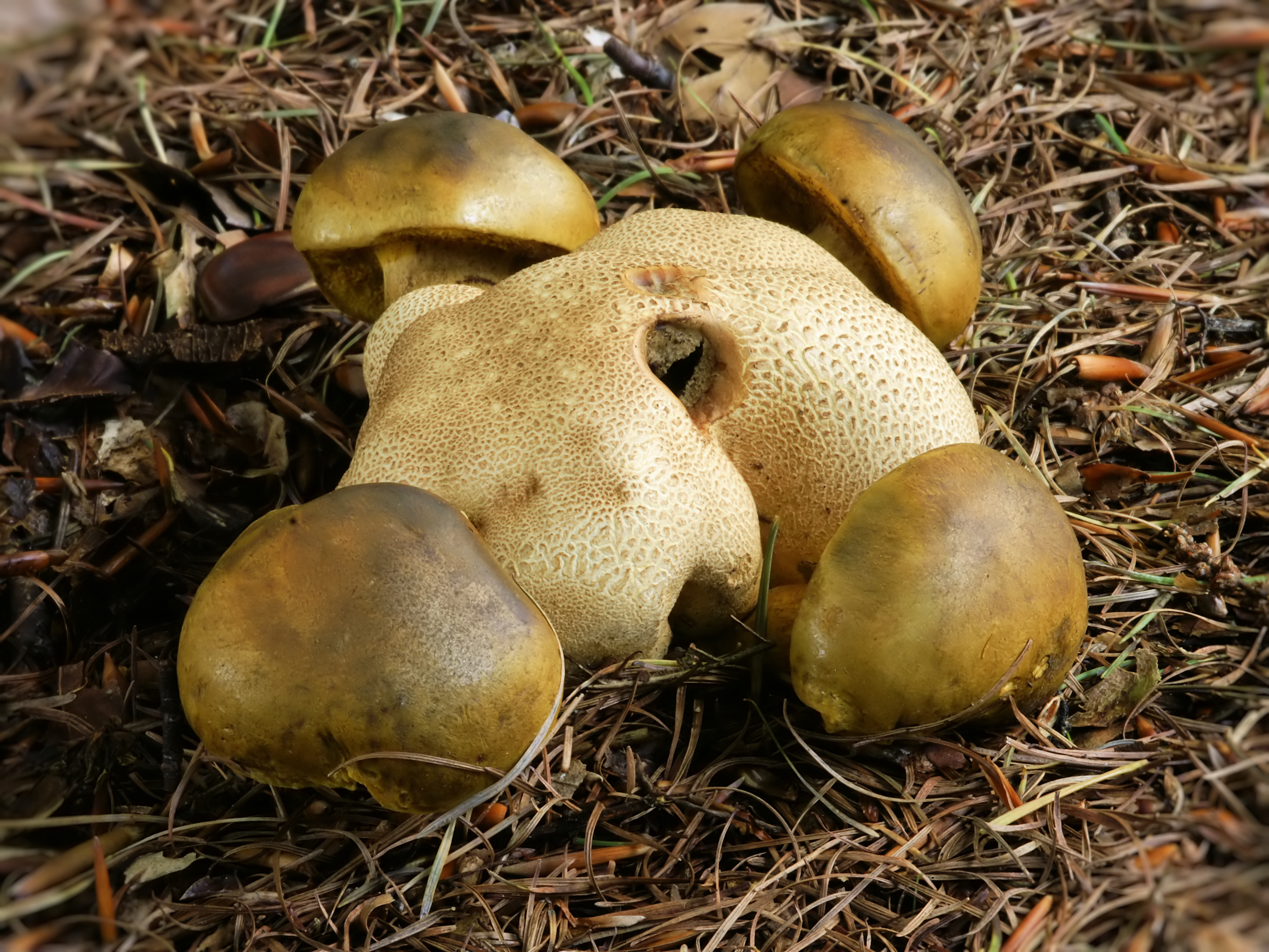
Pseudoboletus parasiticus (sur Scleroderma)
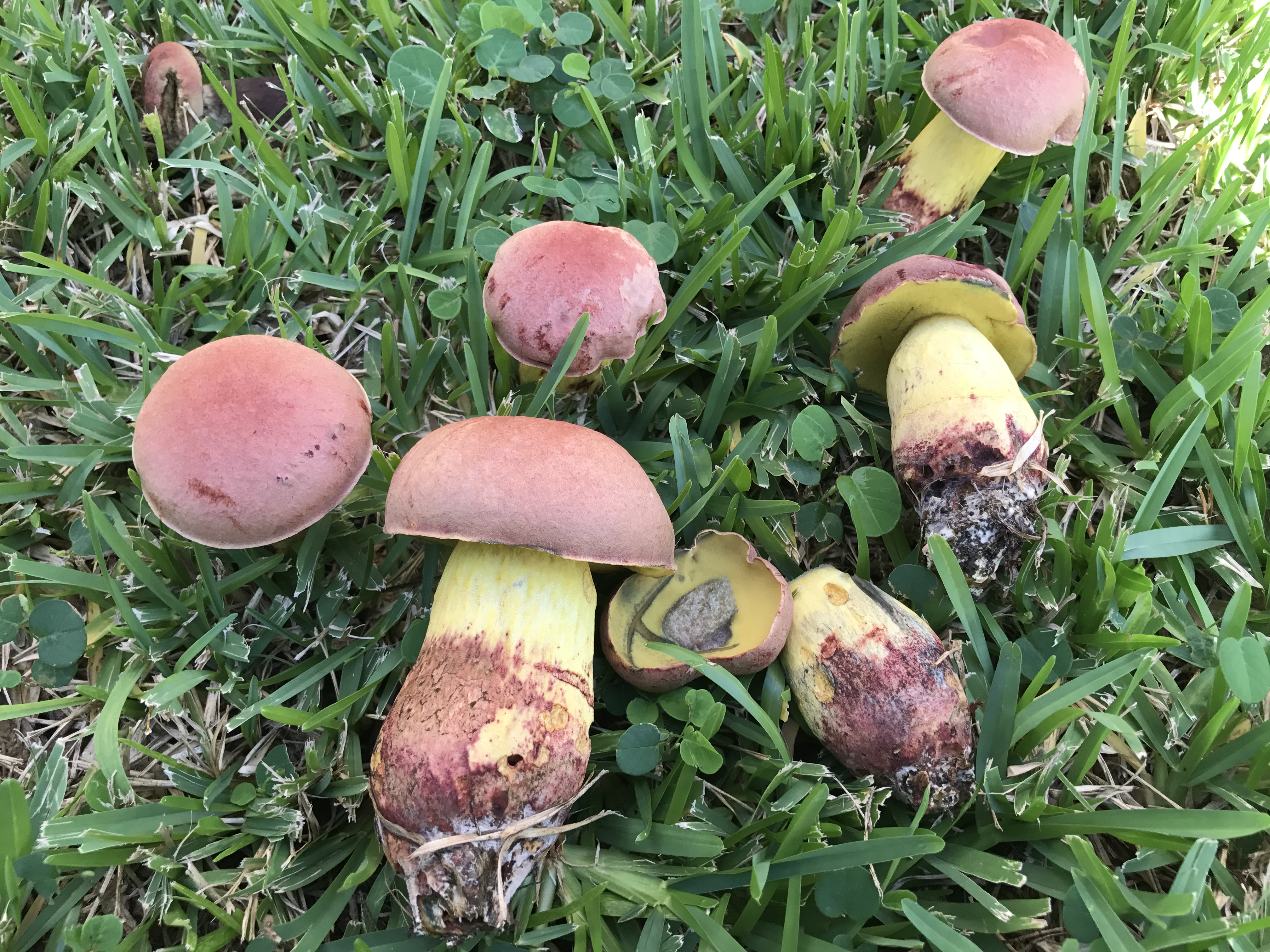
Pulchroboletus rubricitrinus
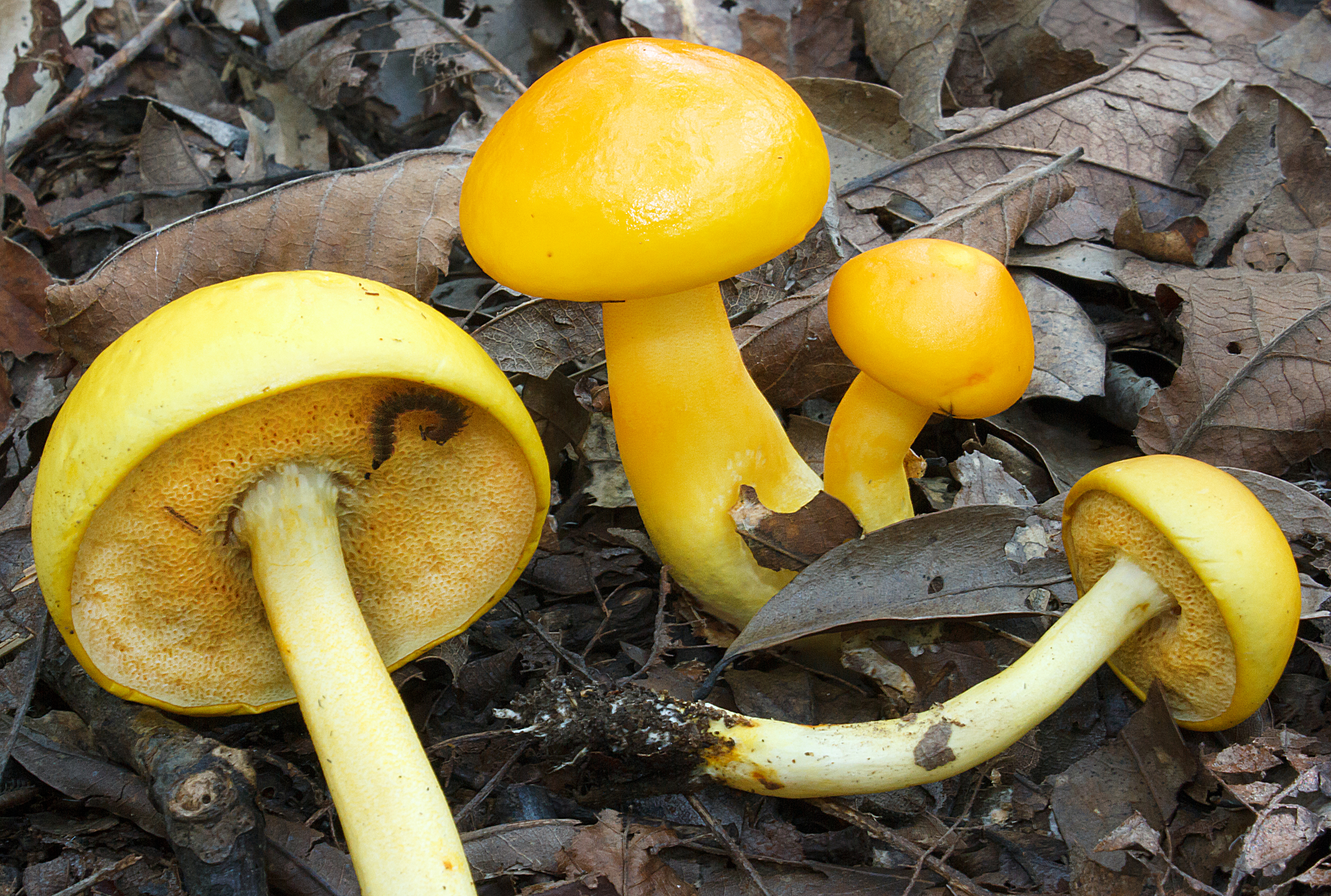
Pulveroboletus curtisii
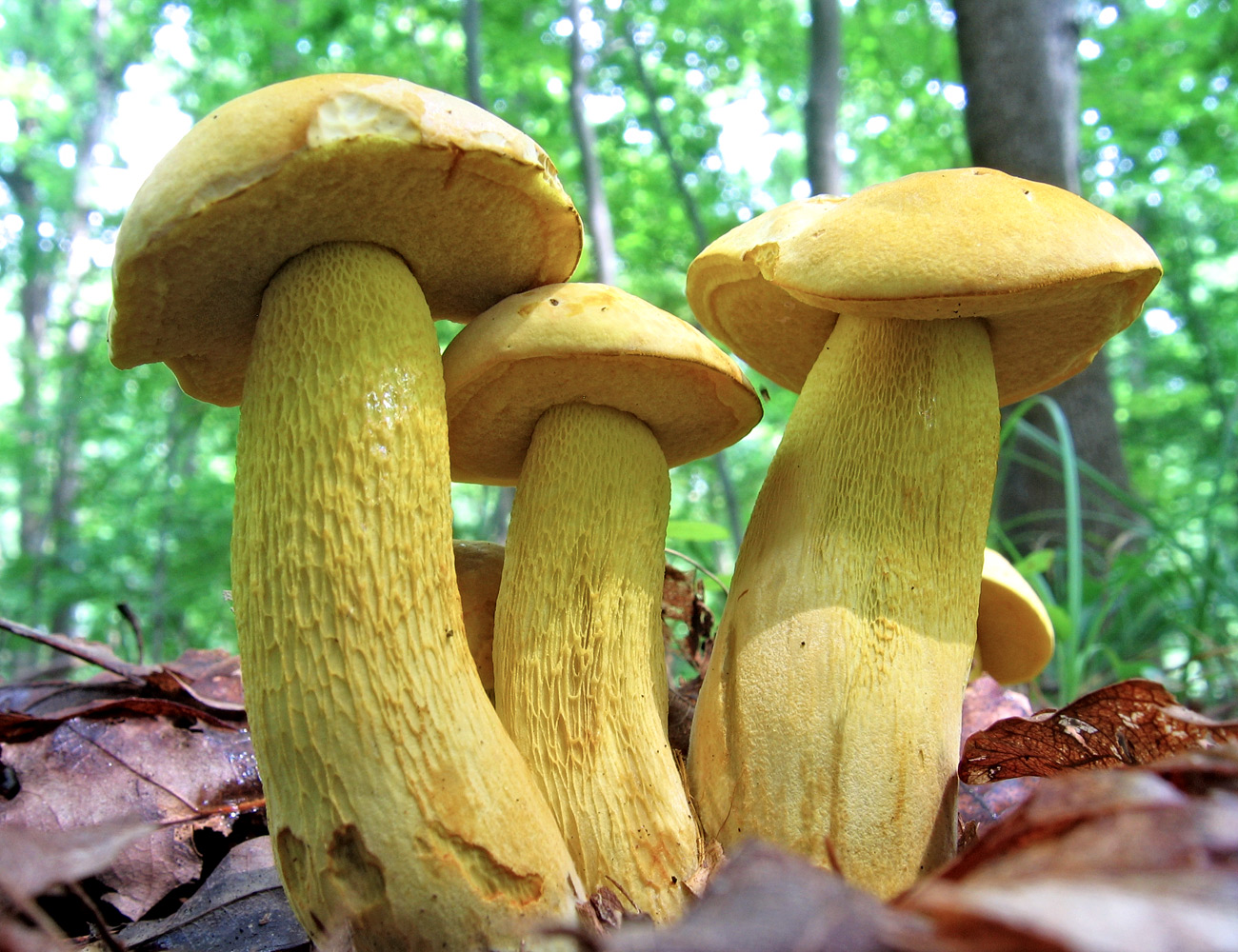
Retiboletus ornatipes
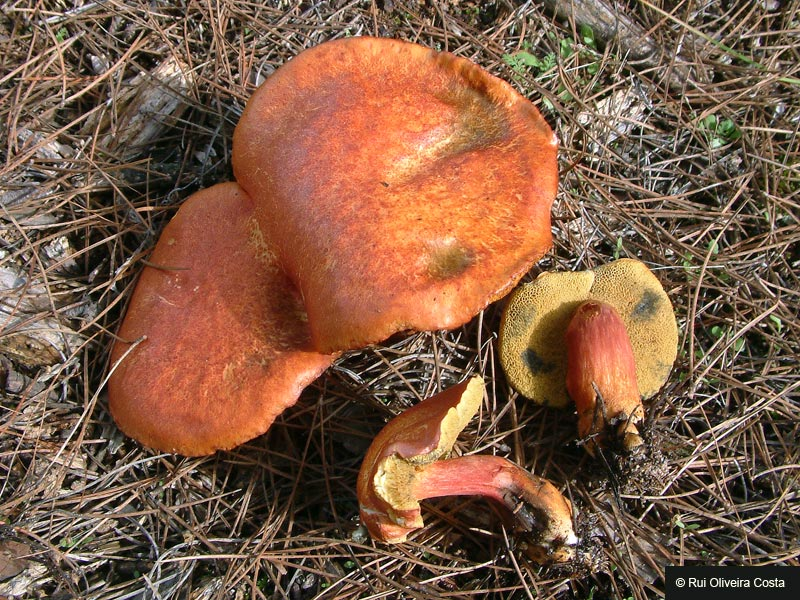
Rheubarbariboletus armeniacus
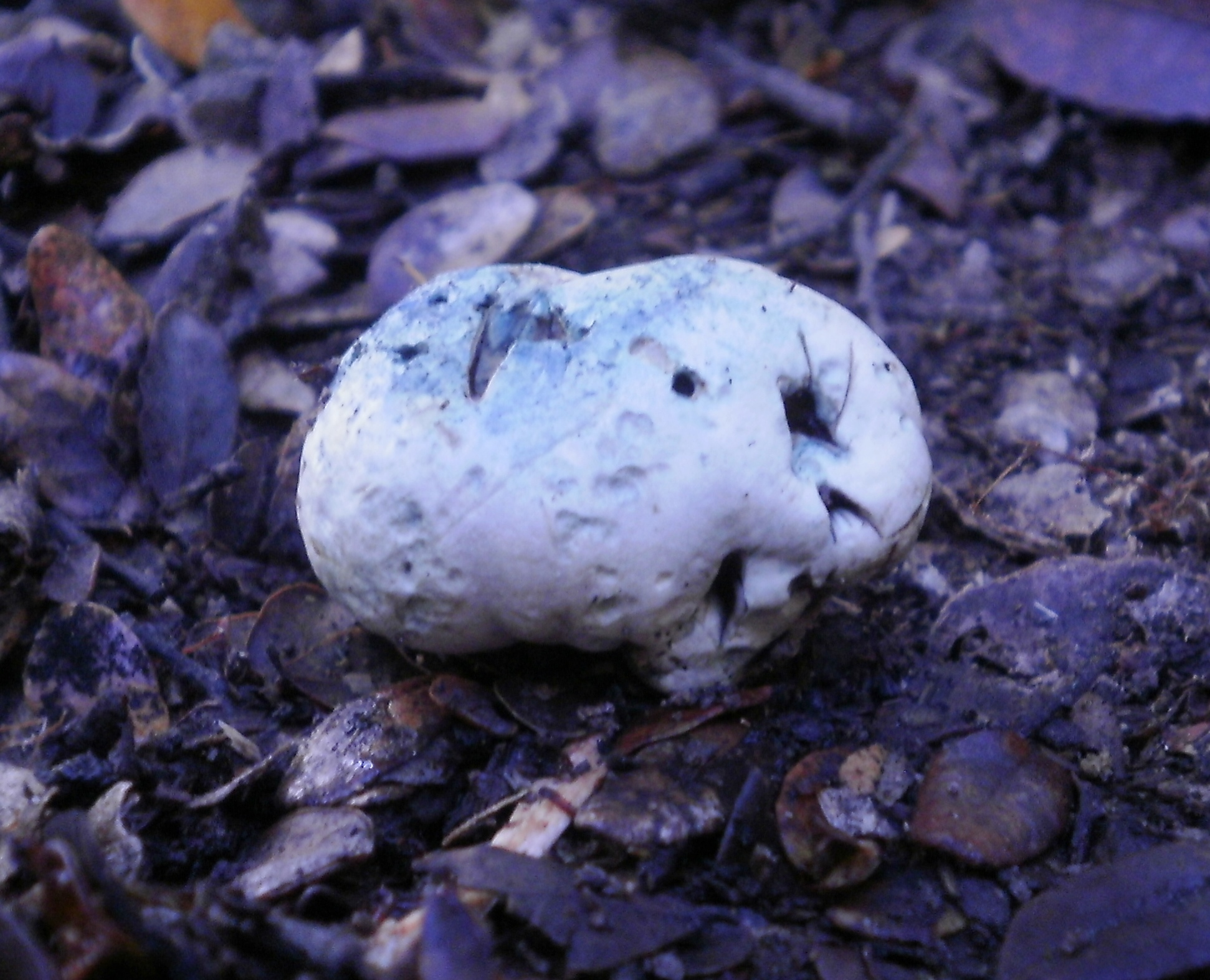
Rossbeevera pachydermis
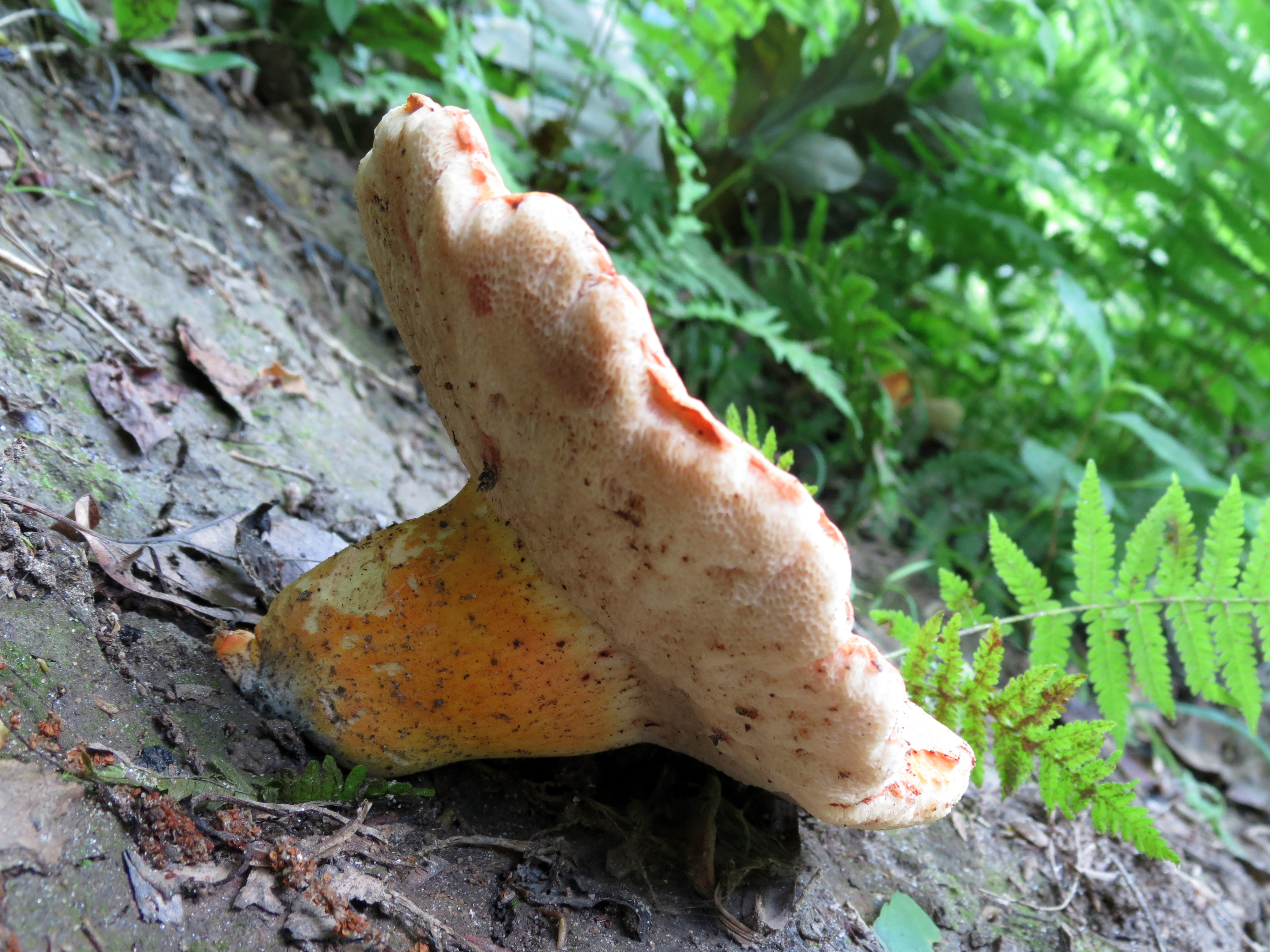
Rubinoboletus ballouii
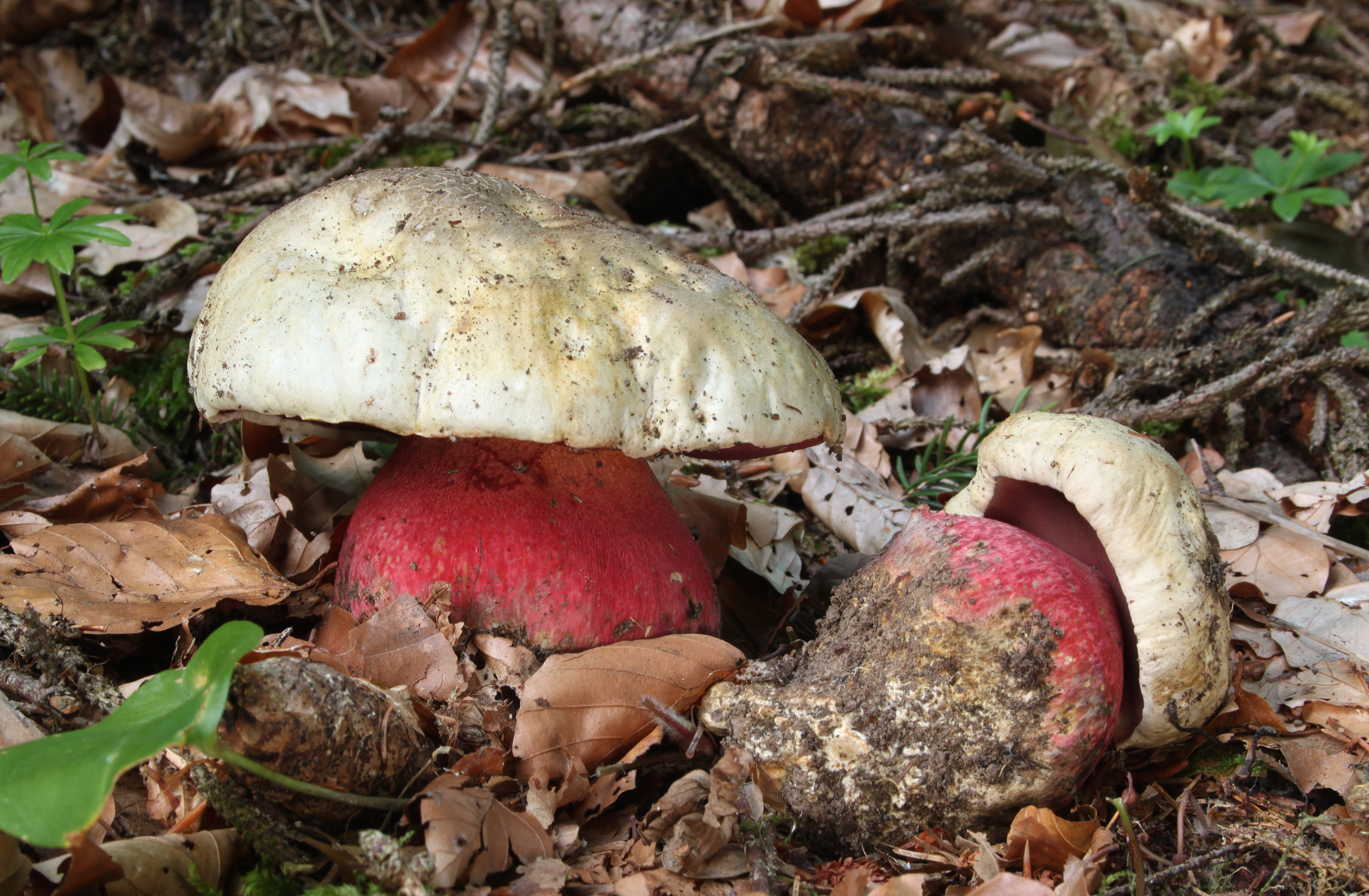
Rubroboletus satanas
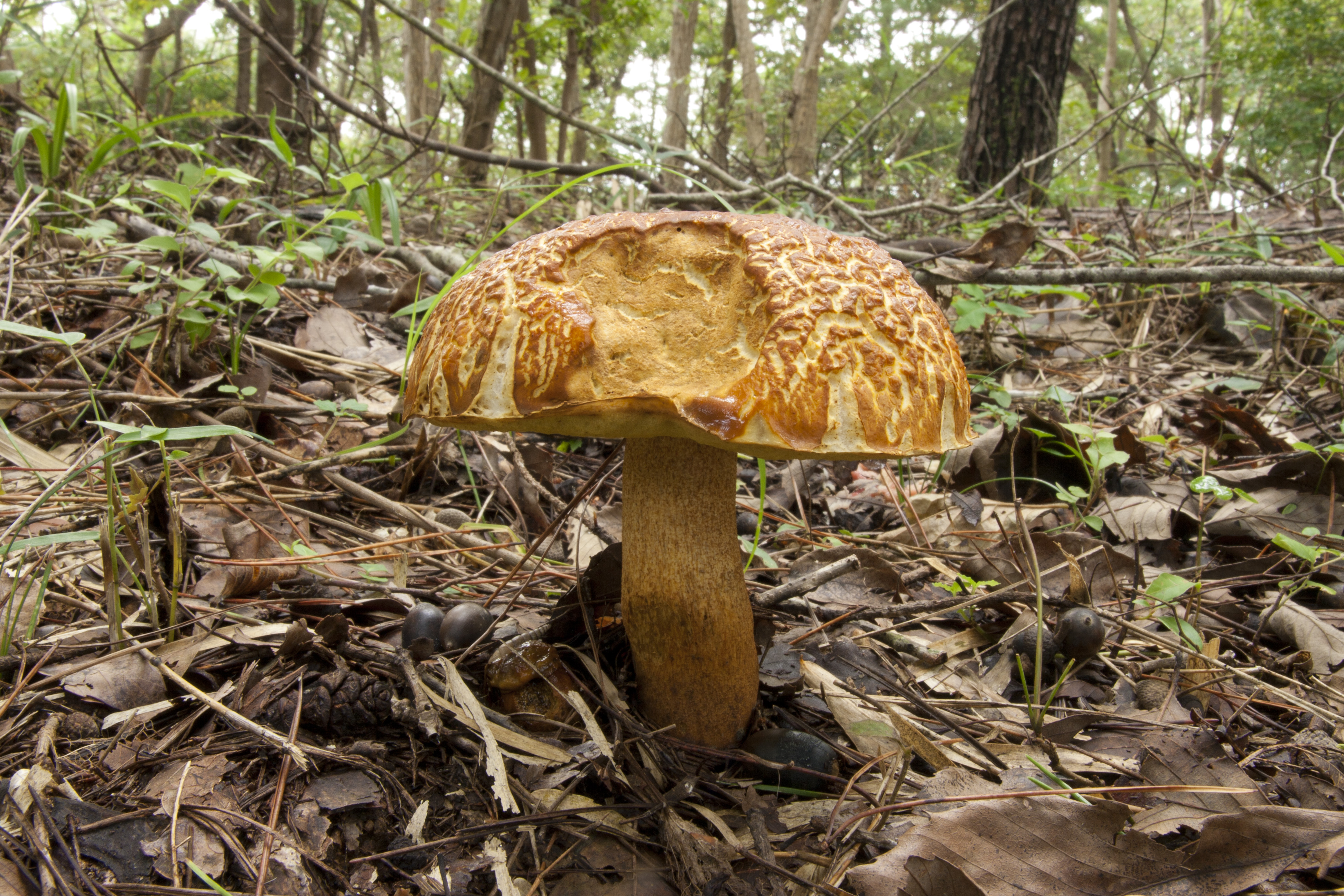
Rugiboletus extremiorientalis
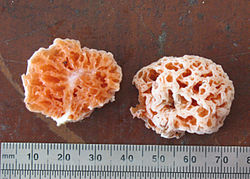
Spongiforma squarepantsii
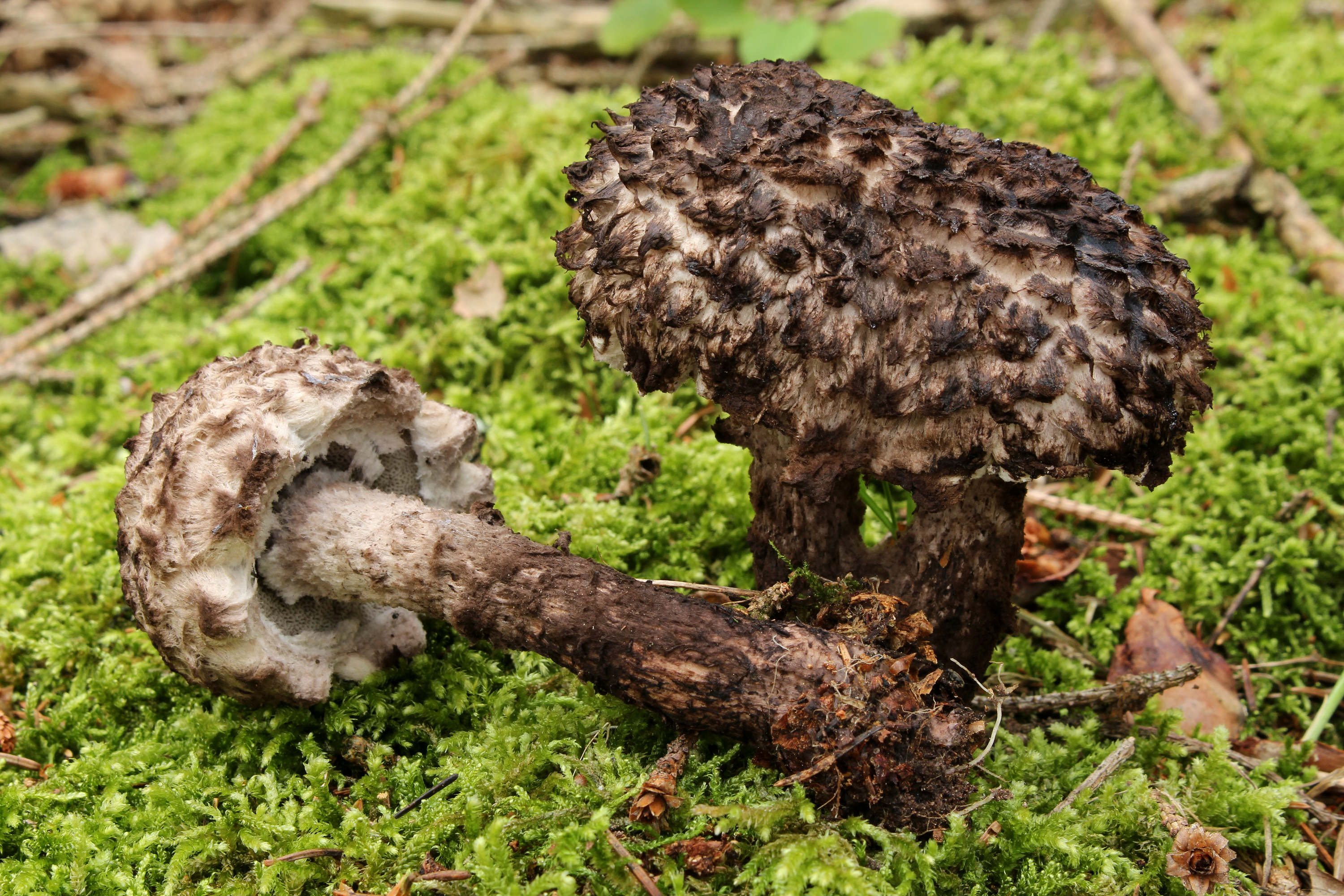
Strobilomyces strobilaceus
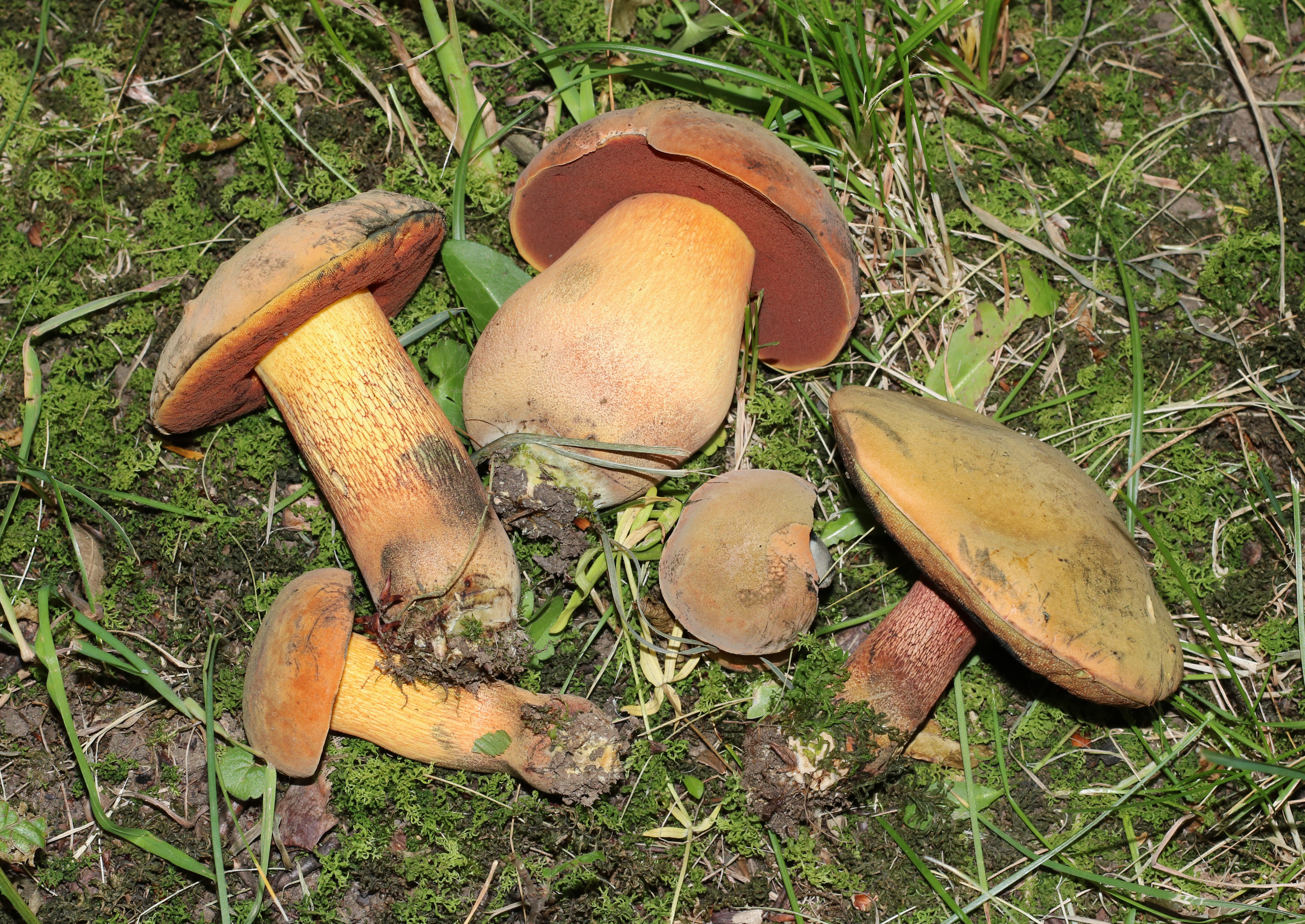
Suillellus luridus
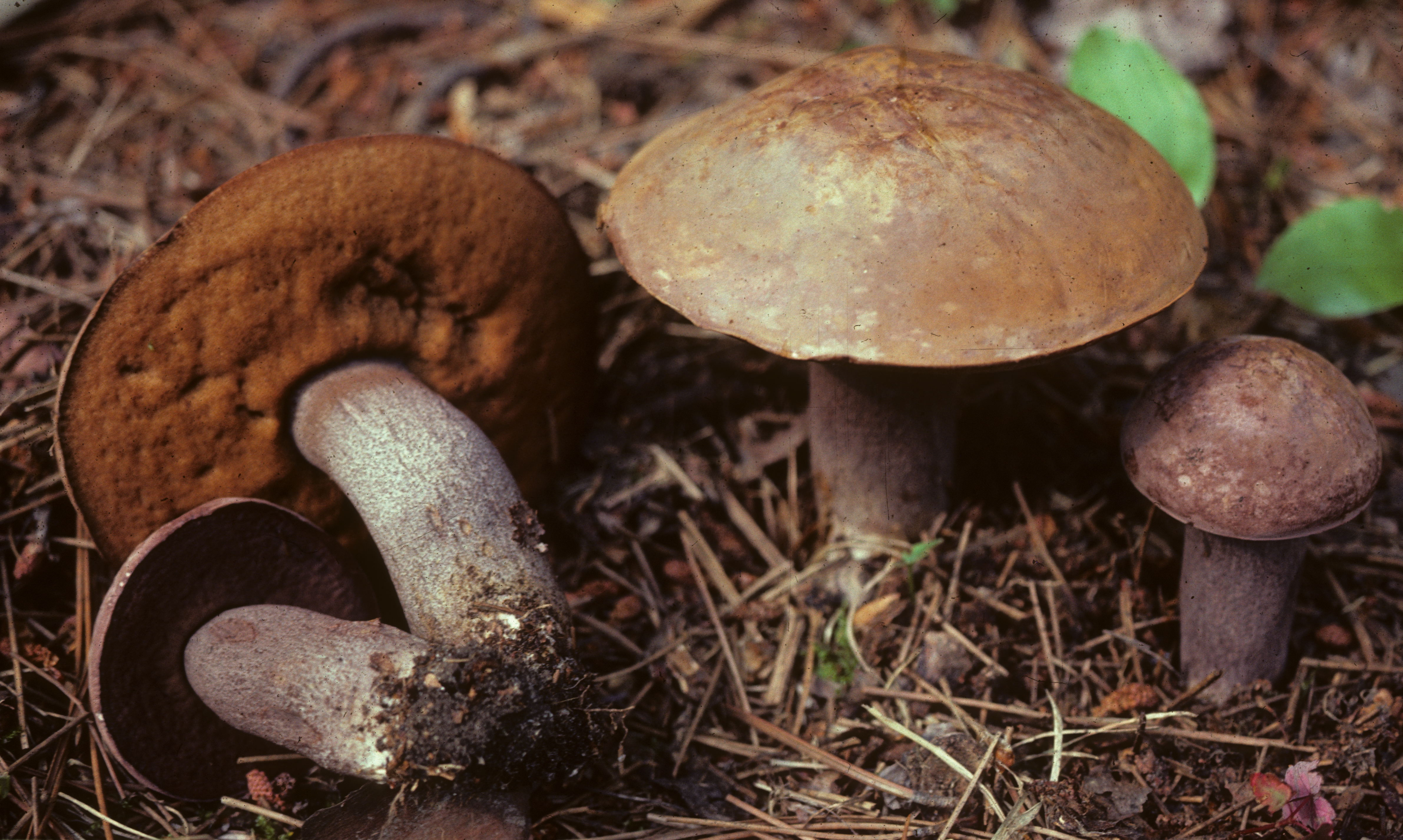
Sutorius eximius
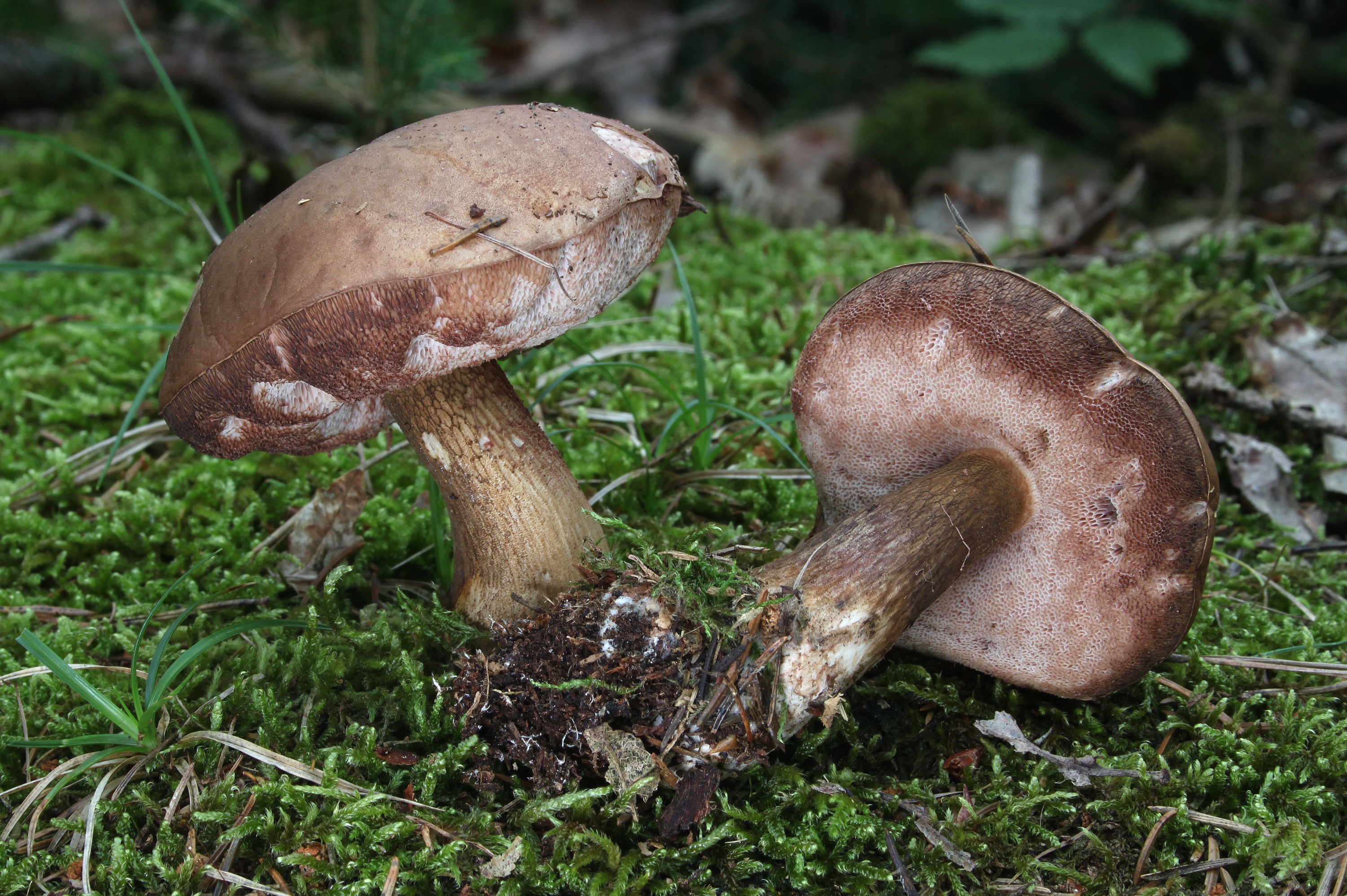
Tylopilus felleus
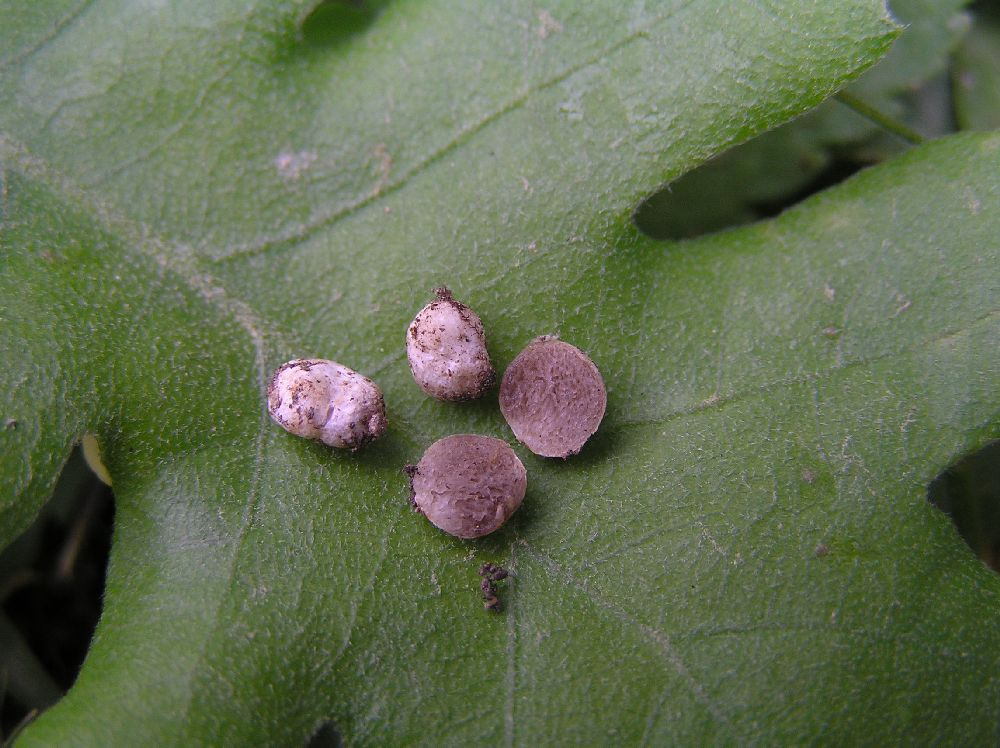
Wakefieldia macrospora
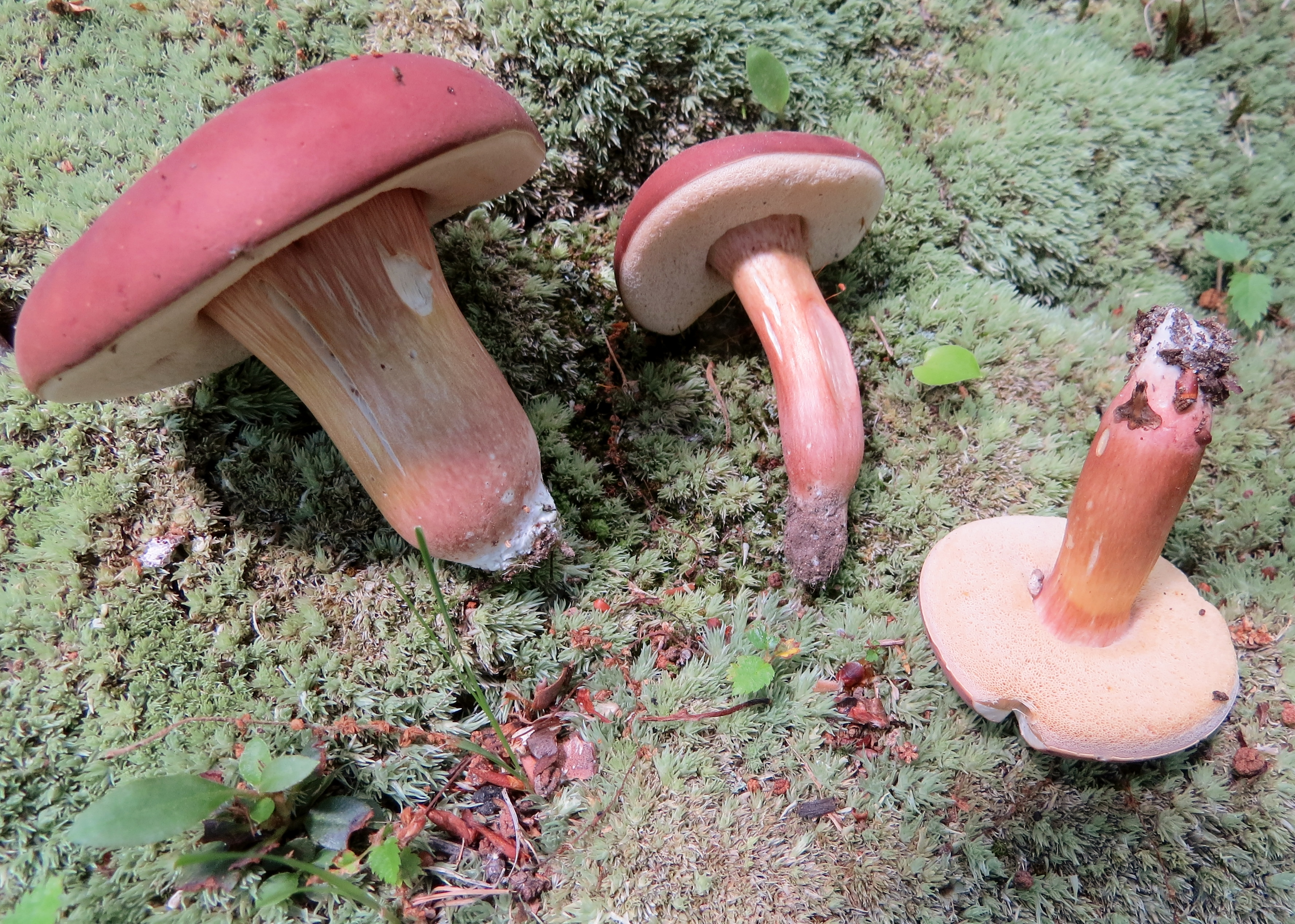
Xanthoconium purpureum
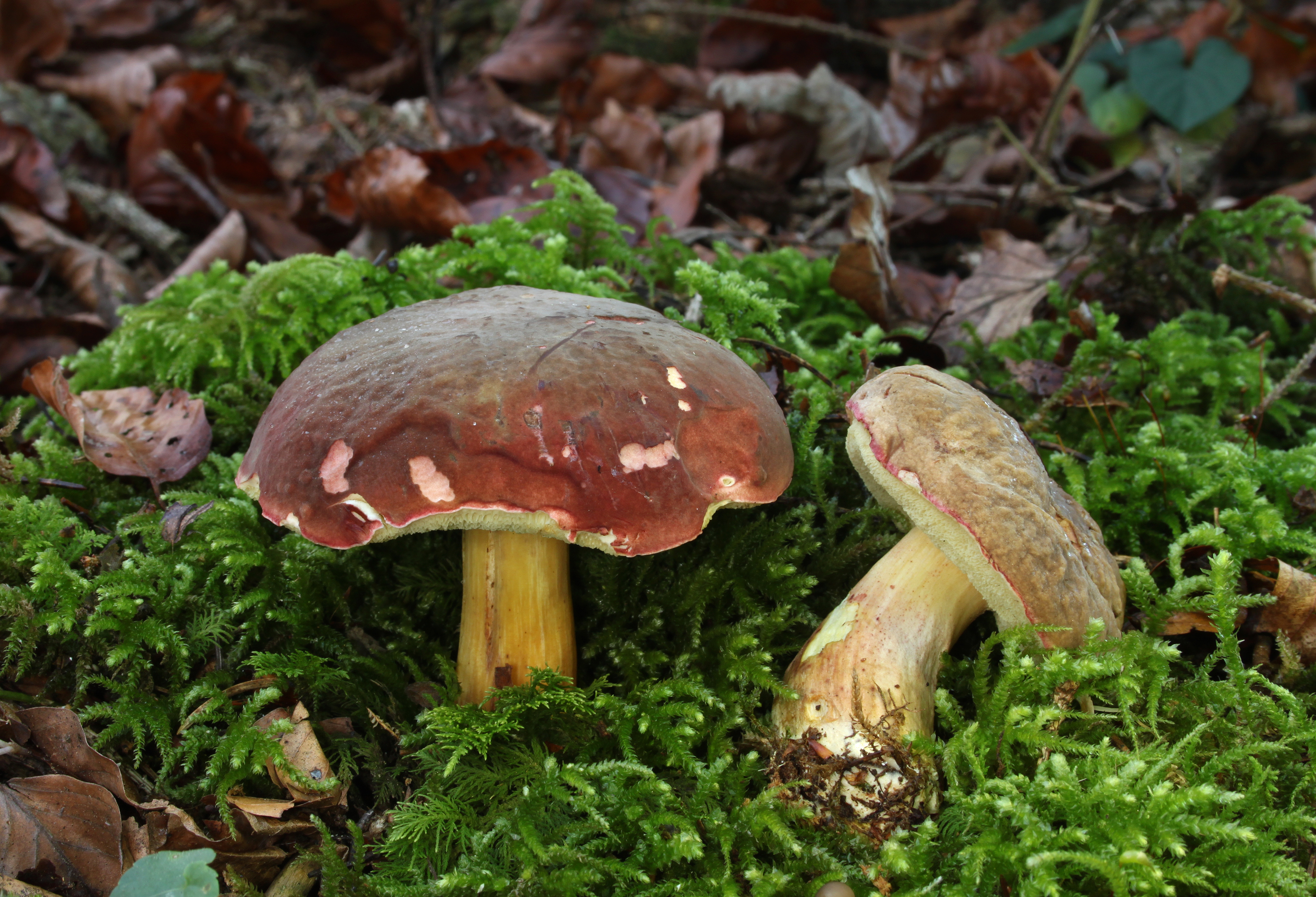
Xerocomellus pruinatus
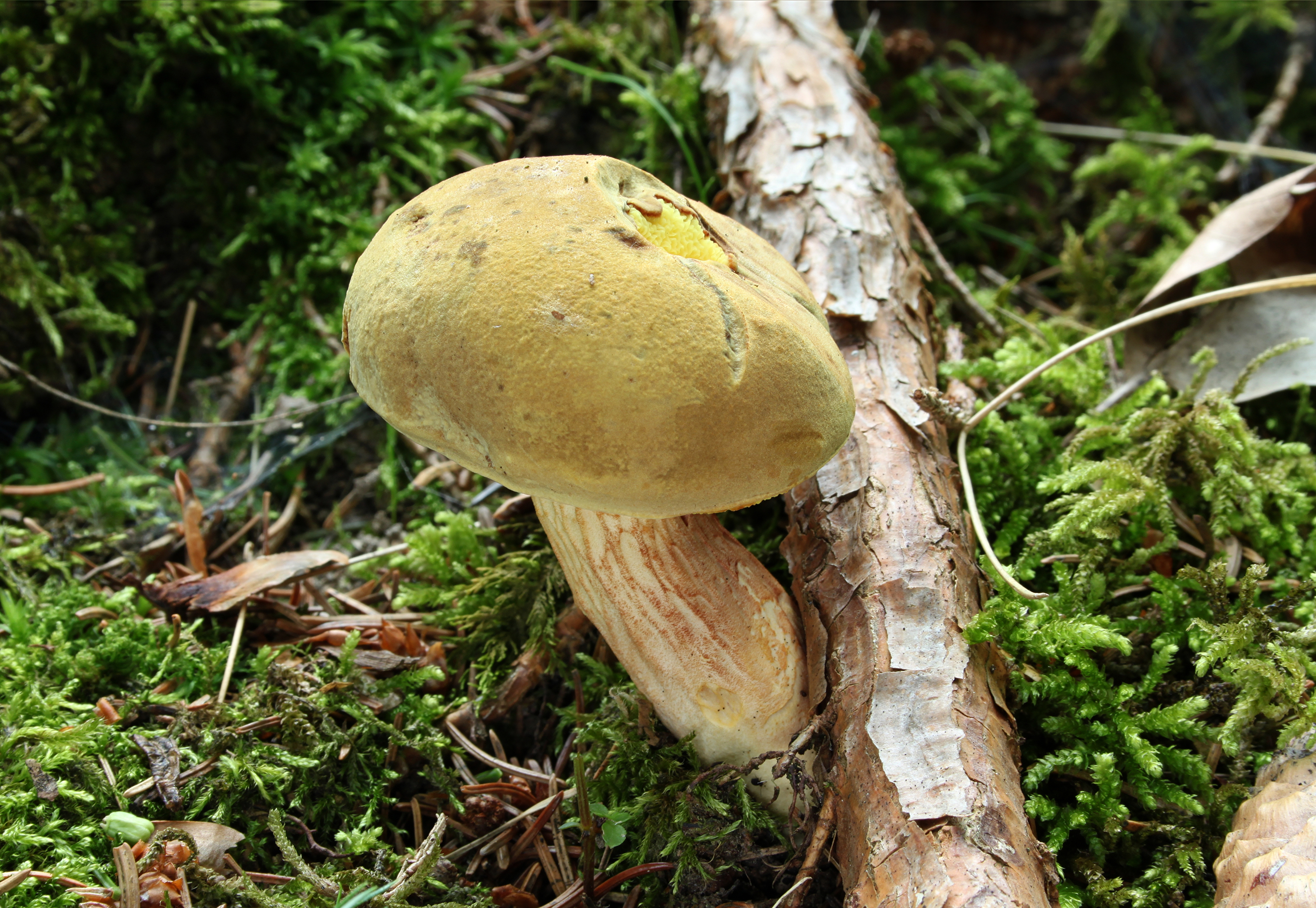
Xerocomus subtomentosus

## Classement phylogénétique

### GenreBoletus
Dans les Boletaceae, le genre Boletus reste considéré comme le genre basique après que tous les autres aient été séparés en fonction des caractéristiques idiosyncrasiques et morphologiques. Il n'est donc pas homogène ou monophylétique et apparaît dès lors provisoirement dispersé dans les différents clades. Le plus important est celui des edulis sensu lato.

### Alignement des trois sous-ordres
Les genres des Boletaceae énumérés ici sont conçus dans un sens large et classique respectant la morphologie classique : des sporophores charnus avec des pores. Depuis 2011, les inférences phylogénétiques à partir de séquences d'ADN suggèrent l'alignement des trois clades (sous-ordres) des Boletineae, Suillineae et Sclerodermatineae. Tous les genres ne sont pas tous bien connus voire inégalement circonscrits. Certaines associations mycorhiziennes peuvent être confirmées, mais la plupart ne sont que soupçonnées. Les inférences phylogénétiques récentes basées sur des séquences d'ADN suggèrent que certains taxons seraient de vrais gasteroïdes (mis à part ceux classés dans les Sclerodermatineae) intégrés ici dans le classement (Durianella, Spongiforma, Royoungia, Chamonixia sensu lato).

### Phylogramme des Boletaceae ou du Clade des Boletineae
- Boletales
  - Boletaceae Clade des Boletineae
  - Chalciporus piperatoïdes
    - Boletus pallidus
      - Boletellus
        - Boletellus projectellus
        - Aureoboletus thibetanus

      -  Boletus rubropunctus
      - Xerocomus chrysenteron
        - Strobilomyces
          - Strobilomyces floccopus

        - Boletinellaceae
        - Tylopilus sp.
        - Tylopilus alboater
          - Xerocomus rubellus
            - Xanthoconium separans

        - Boletus
          - Boletus fechtneri
            - Groupe des Edulis sensu lato
              - Boletus venturii
                - Groupe des Edulis sensu stricto
                  - Cèpe de Bordeaux

        - Retiboletus sp.
        - Austroboletus sp.
        - Octavianina
        - Chamonixia
          - Leccinum sp.

### Phylogramme et aire d'indigénat desBoletaceae
Arborescence simplifiée de la classification génétique des Boletaceae, 
- - Boletales
    - Coniophorineae
      - Paxillineae
        - Suilliaceae
        - Sclerodermataceae
        - Boletaceae ou Clade des Boletineae
          - Boletinellus merulioides , Néartique: Canada
          - Boletus pallidoroseus, Néartique
          - Boletellus
            - Aureoboletus

          - Strobilomyces
            - Strobilomyces strobilaceus, Paléartique et Canada

          - Boletinellaceae Clade des Boletineae
          - Boletus
            - Boletus fechtneri, Paléartique
              - Boletus luridus, Paléartique
              - Neoboletus Junquileus , Paléartique
              - Neoboletus luridiformis, Paléartique
                - Clade des edulis sensu lato
                - Boletus aestivalis , Paléartique : France midi, Italie et Espagne, Cèpe d'été
                  - Boletus aereus, Paléartique, Cèpe tête de nègre

                - Boletus pinophilus, Paléartique, Cèpe des pins
                  - Clade des edulis sensu stricto
                  - Boletus edulis, Paléartique, Cèpe de Bordeaux
                    - Clade Européen
                      - Boletus reticulatus, Paléartique, Cèpe réticulé

                    - Clade Chinois
                    - Clades des États-Unis
                      - Boletus chippewaensis , Néartique : Canada, Cèpe d'Amérique
                      - Boletus subcaerulescens [9], Néartique : Canada, Cèpe à pores bleuissant
                        - Boletus gertrudiae, Néartique

            - Boletus violaceofuscus, Paléartique : Japon et Chine, Cèpe brun-violacé

          - Xerocomus sp. (partim)
          - Retiboletus sp.
          - Austroboletus sp.
          - Octavianina asterosperma
          - Chamonixia pachydermis
          - Leccinum aurantiacum
          - Leccinum scabrum